# 120 let FIAT
Oslavy výročí 120 let automobilky Fiat v Praze v roce 2019 společně uspořádaly klub FIAT Car Classic (FCC) a FIAT klub Praha za podpory FIAT Chrysler Automobiles Česká republika, Autoklubu České republiky a  Autocentra Dojáček.
Automobilka FIAT patří mezi absolutně nejstarší, dosud vyrábějící, automobilky světa. Založena  byla v Turíně již 11. července 1899, v roce 2019 tedy slavila 120. výročí své existence. Oslavy proběhly např. v závodě v Lingottu, který byl postaven roku 1922.. V České republice proběhly oslavy 120. výročí založení automobilky a výstava automobilů 21. a 22. září v krásných prostorách zahrad Trojského zámku v Praze. Na slavnostním zahájení akce promluvil mimo jiné obchodní ředitel Fiatu Vít Pěkný. Ve stylovém prostředí italského baroka (autorem projektu Trojského zámku byl italský architekt Giovanni Domenico Orsi) se obdobná akce uskutečnila již potřetí, protože zde probíhaly rovněž oslavy 100. a 110. výročí automobilky FIAT.

## Vystavené exponáty
V expozici chyběly jen nejstarší automobily (od roku 1899 do poloviny 20. let, tedy přibližně prvních 25 let výroby), jinak byla zastoupena téměř kompletní produkce automobilky FIAT od 20. let 20. století až do současnosti, dále pak licenční vozy značek Polski FIAT, Lada (Žiguli), Steyr-Puch či Zastava a také automobily dalších italských značek, nad kterými automobilka FIAT v minulosti postupně převzala kontrolu. Přibližně polovina exponátů byly vozy z 50. až 70. let minulého století, kdy byl FIAT největším evropským automobilovým výrobcem a současně nabízel vozy hned sedmi modelových řad. Starší vozy jsou také častějším předmětem zájmu sběratelů. Celkem bylo vystaveno 280 vozů. Vystaveny byly též vozy po známých lidech, např. vínový sedan FIAT 131 Mirafiori  herce Jiřího Štěpničky nebo tmavá limuzína FIAT 130, kterou původně vlastnil Karel Gott nebo FIAT 500, jehož první majitelkou byla Ivana Zelníčková, později Ivana Trumpová.

### Od 20. let do 2. světové války
Unikát mezi vystavenými nejstaršími vozy byl závodní vůz Fiat 520 Competizione z roku 1928. Motor: řadový šestiválec, 2244 ccm, výkon 33 kW (45 k) při 3400 otáčkách za minutu. Maximální rychlost 80 km/h, spotřeba 18,2 litrů na 100 km. Převodovka čtyřstupňová, pohon zadních kol, brzdy kapalinové bubnové vpředu i vzadu. Délka 3960 mm, šířka 1670 mm a výška 1470 mm, hmotnost 1288 kg. Historie vozu: vozidlo bylo zakoupené v roce 1984 na Slovensku, renovace byla dokončena v roce 2018. Vystavený exponát je z roku 1928, přičemž výroba modelu probíhala v letech 1927–1930 v Itálii.
Dalším zajímavým modelem byl Fiat 514, vyráběný v letech 1929–1932, měl již celokovovou karoserii a jako první vůz také hydraulické tlumiče. Vyráběl se v řadě dvoudveřových a čtyřdveřových provedení (spider, kupé, sedan, torpédo ad.) a v letech 1931–1935 také licenčně v ČSR firmou Walter v Jinonicích pod označením Walter Bijou. Vyráběl se také ve Španělsku, ve společnosti „Fiat Hispania“, z které později (až v roce 1950) vznikla společnost SEAT. Dalším modelem významným pro historii automobilky byl Fiat 508 (označovaný též Fiat 508 Balilla) vyráběný v letech 1932 až 1937. Licenčně byl opět vyráběn i v tehdejší ČSR (pod názvem Walter Junior) a také v Polsku, Německu (NSU-Fiat) a Francii (Simca-Fiat). Samozřejmě nemohl chybět nejslavnější Fiat 500 Topolino (1936–1955), včetně licenčních verzí vyráběných v Německu (NSU-Fiat) a Francii (Simca-Fiat).

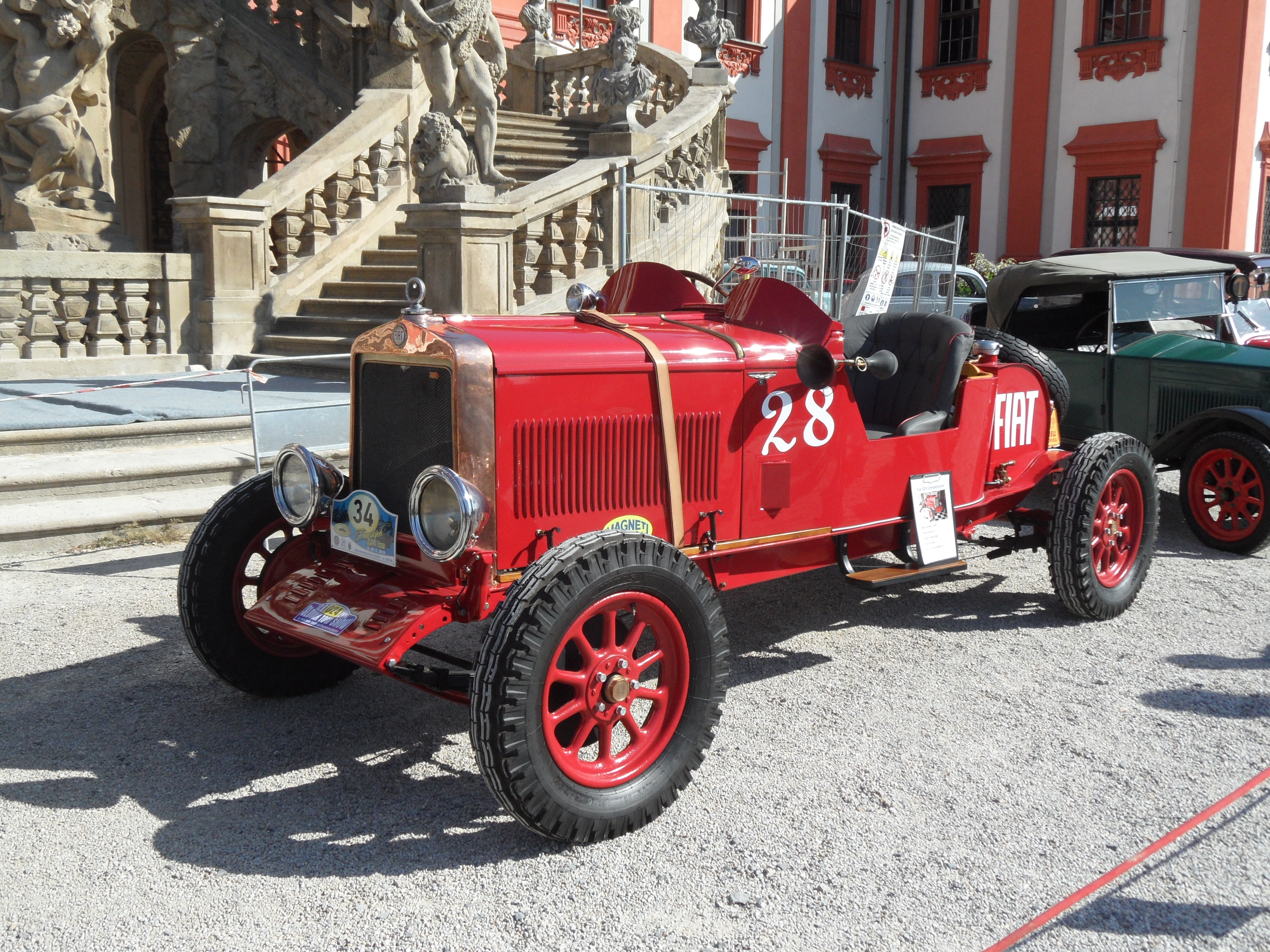
FIAT 520 Competizione, 1928
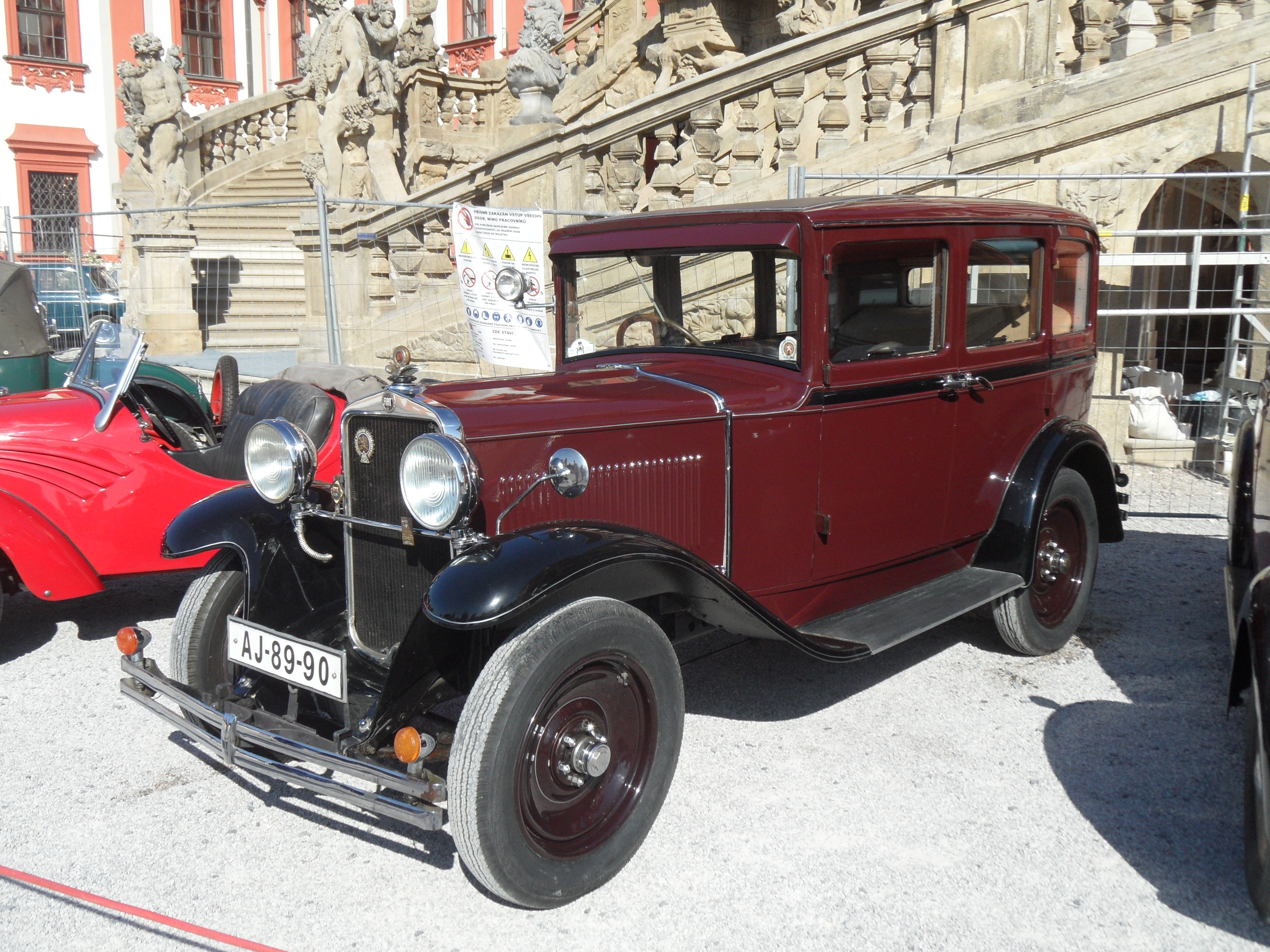
Fiat 514 z roku 1929
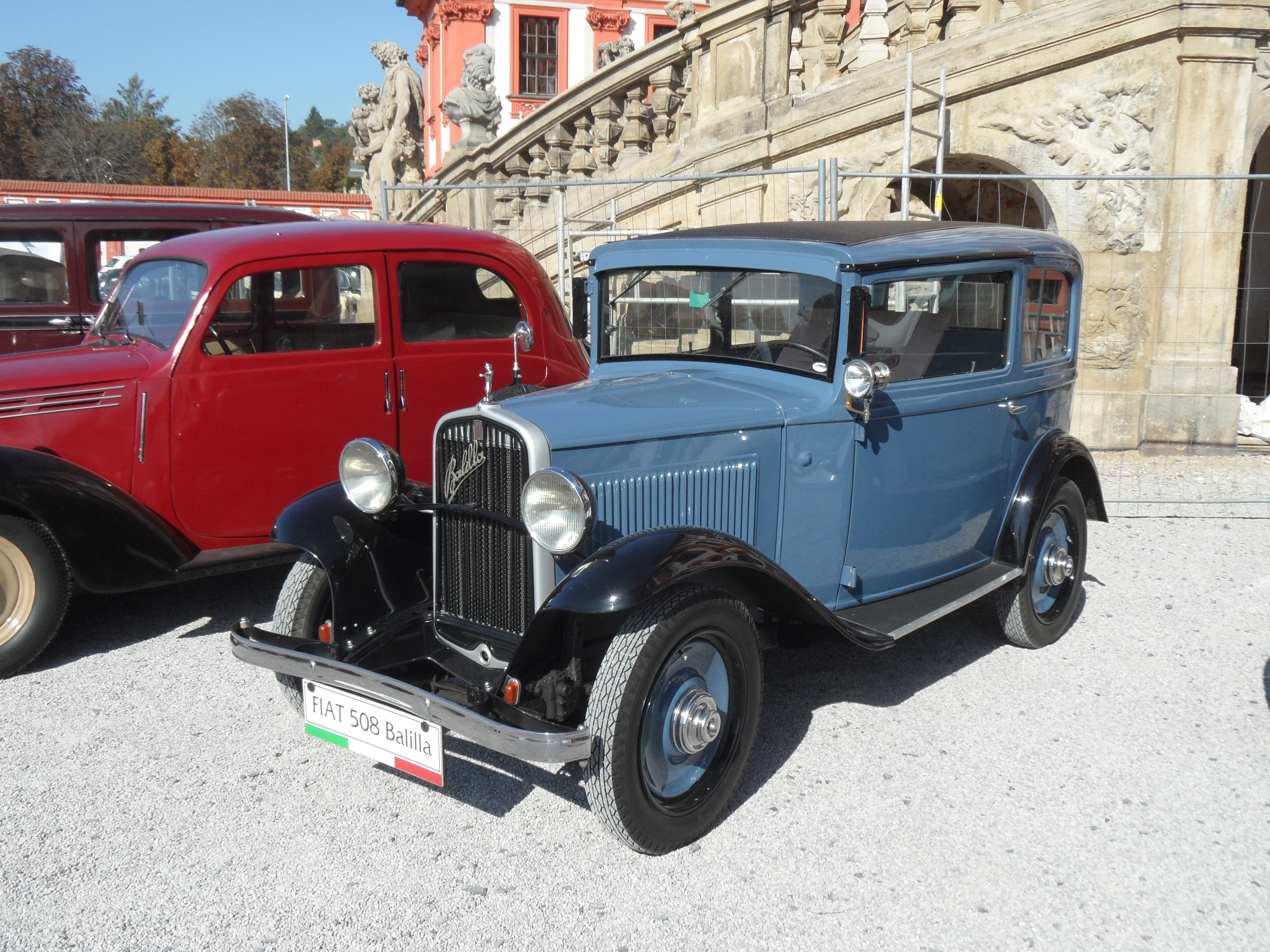
FIAT 508 Balilla, rok výroby 1932
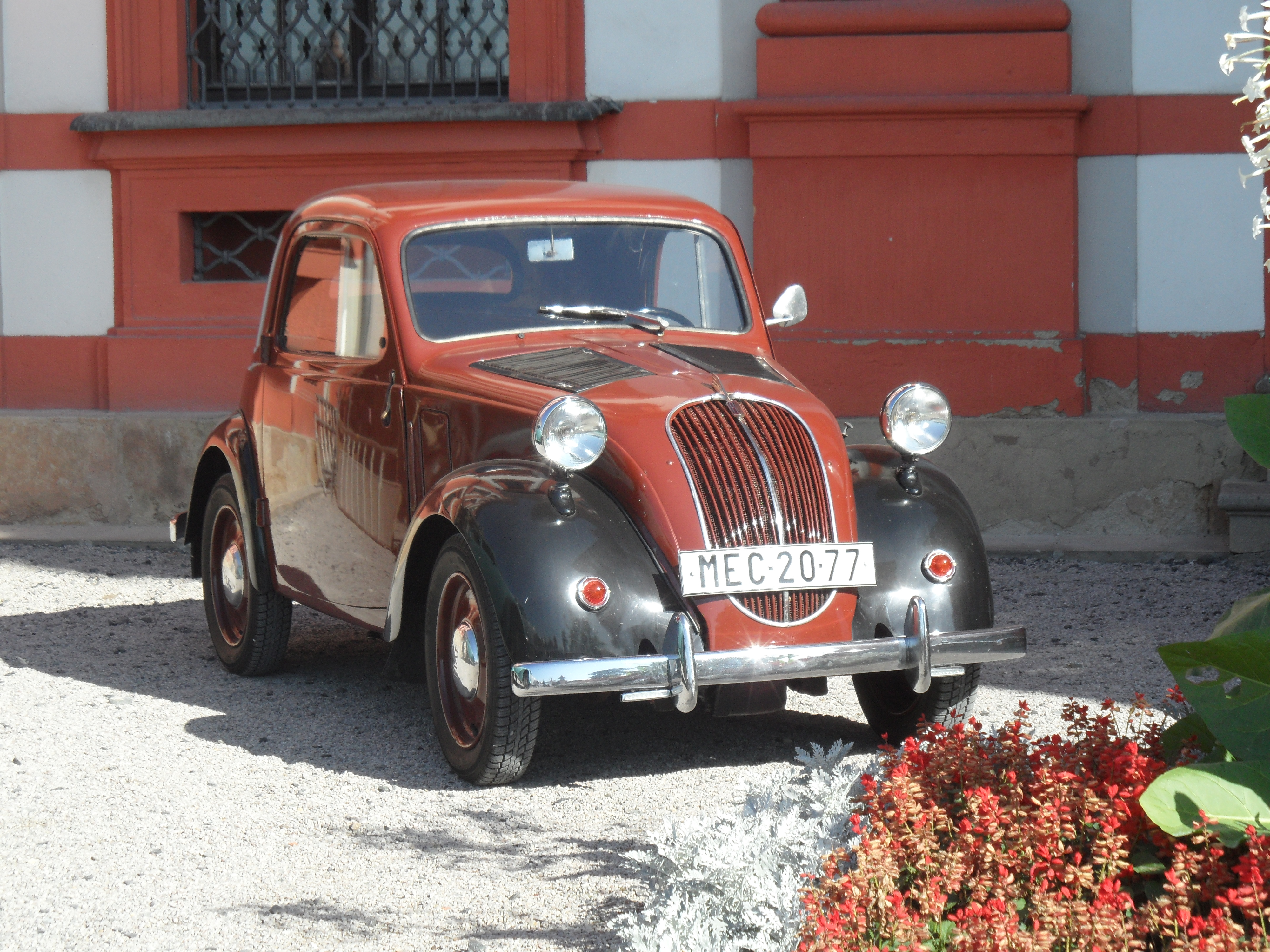
Fiat 500 Topolino, verze z roku 1936
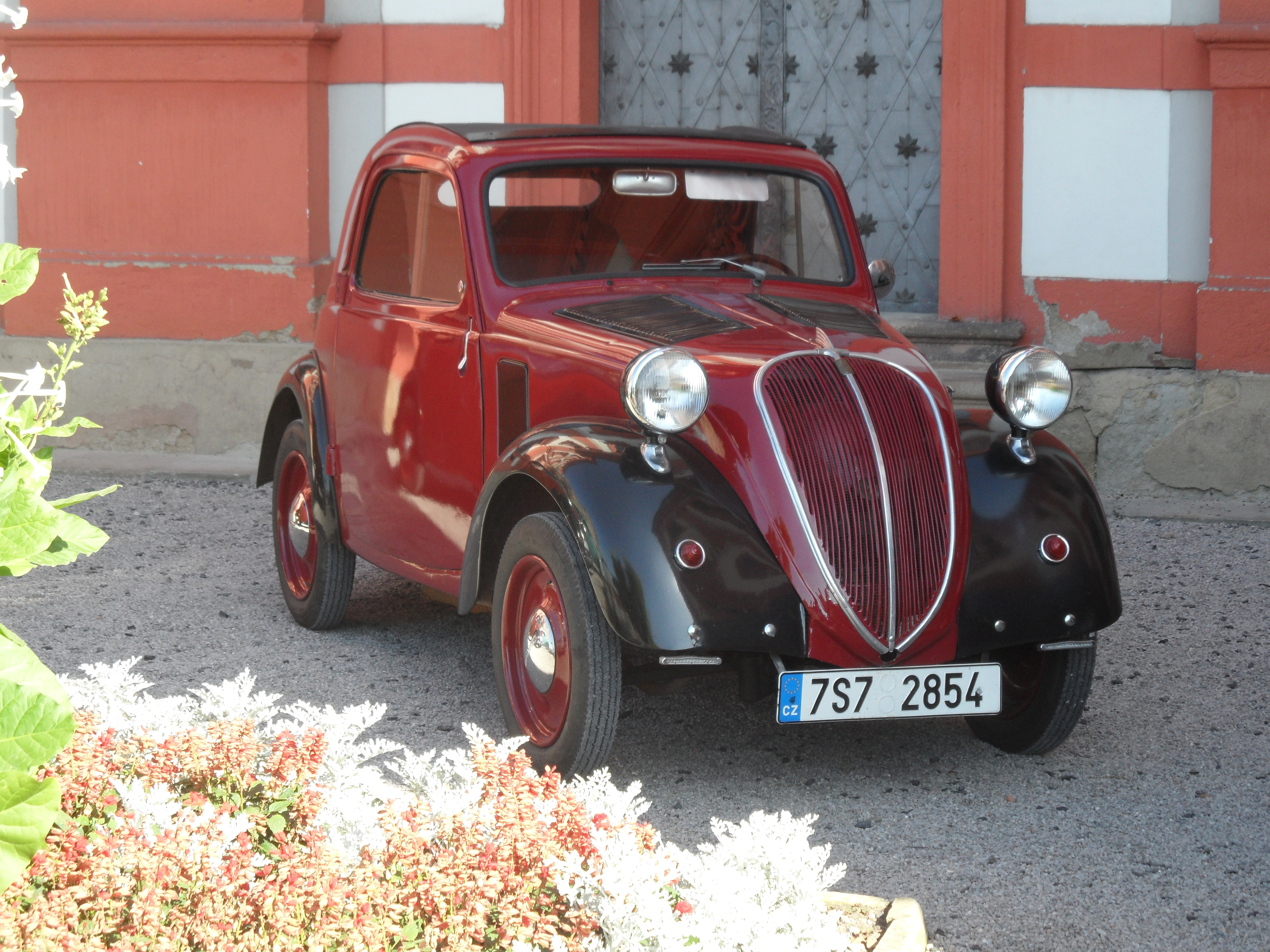
Simca-Fiat, model 5, rok 1937
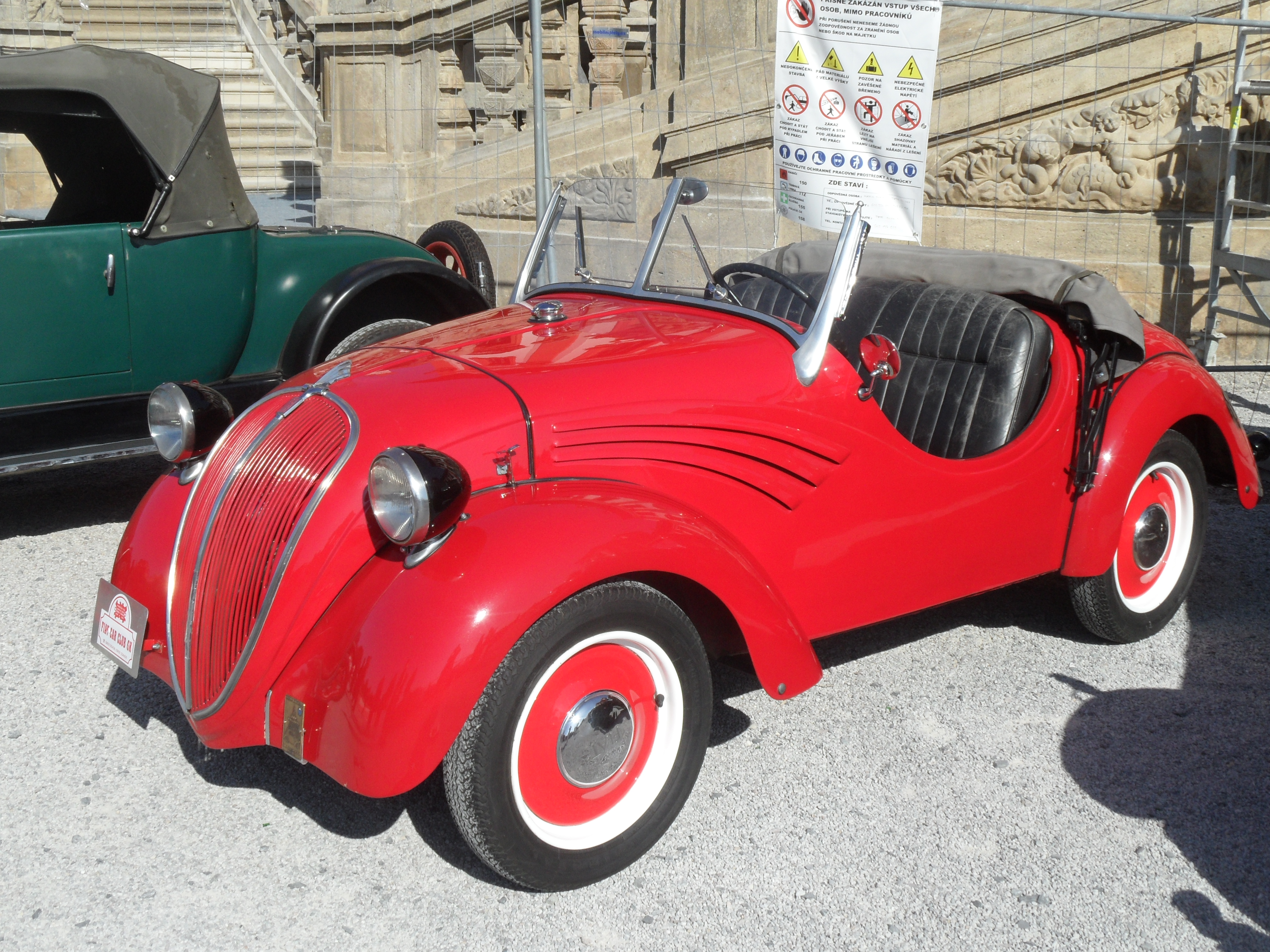
NSU-FIAT Topolino Weinsberg, 1939

### 50. a 60. léta 20. století
Fiat 1400 a 1900 byly první modely automobilky FIAT, které nebyly jen úpravou předválečných modelů, ale design a konstrukce byly kompletně navrženy po druhé světové válce. Následovaly modelové řady Fiat 1300/1500 a Fiat 1800/2100. Vozy nižší střední třídy (segment C) reprezentovala úspěšná modelová řada Fiat 1100, která se proto vyráběla (v několika modifikacích) od roku 1953 až do roku 1969. Modely řady 1100 se vyráběly v provedení Berlina (tj. sedan), Familiare (tj. kombi) a TV (Tourismo Veloce). Existoval dokonce i malý užitkový vůz (dodávka) Fiat 1100 T. Nejslavnějšími modely tohoto období však nepochybně jsou malé vozy Fiat 500 (1957–1975) jako přímý nástupce předválečného Fiata 500 Topolino a Fiat 600 (1955–1969), které byly v zahradách Trojského zámku zastoupeny v mnoha barvách a různých provedeních (včetně např. licenčních vozů Steyr-Puch s odlišným motorem typu boxer rakouské konstrukce).

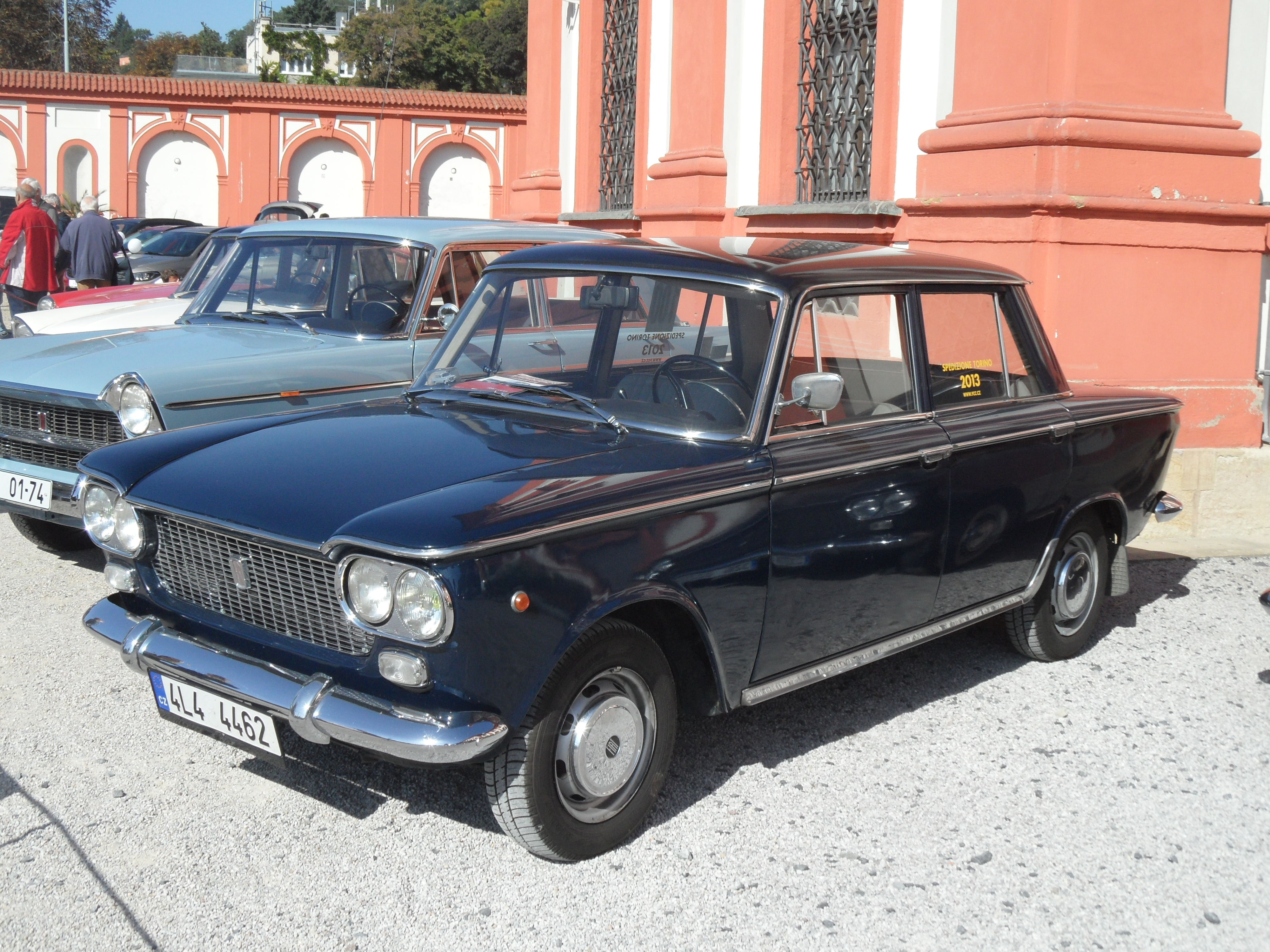
Fiat 1300, rok 1963
Fiat 2300 Coupé, rok 1963
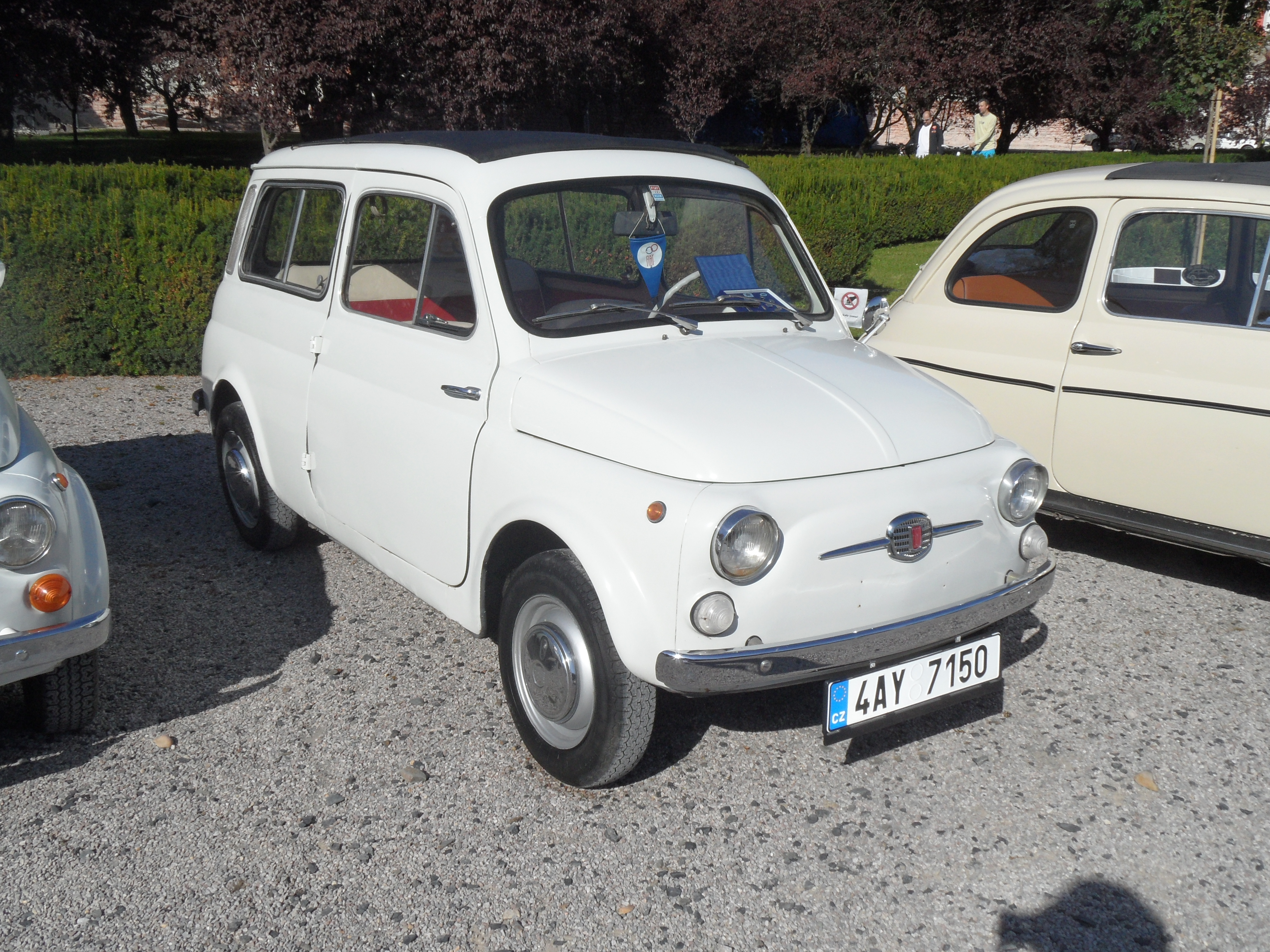
Fiat 500 Giardiniera (kombi), 1966
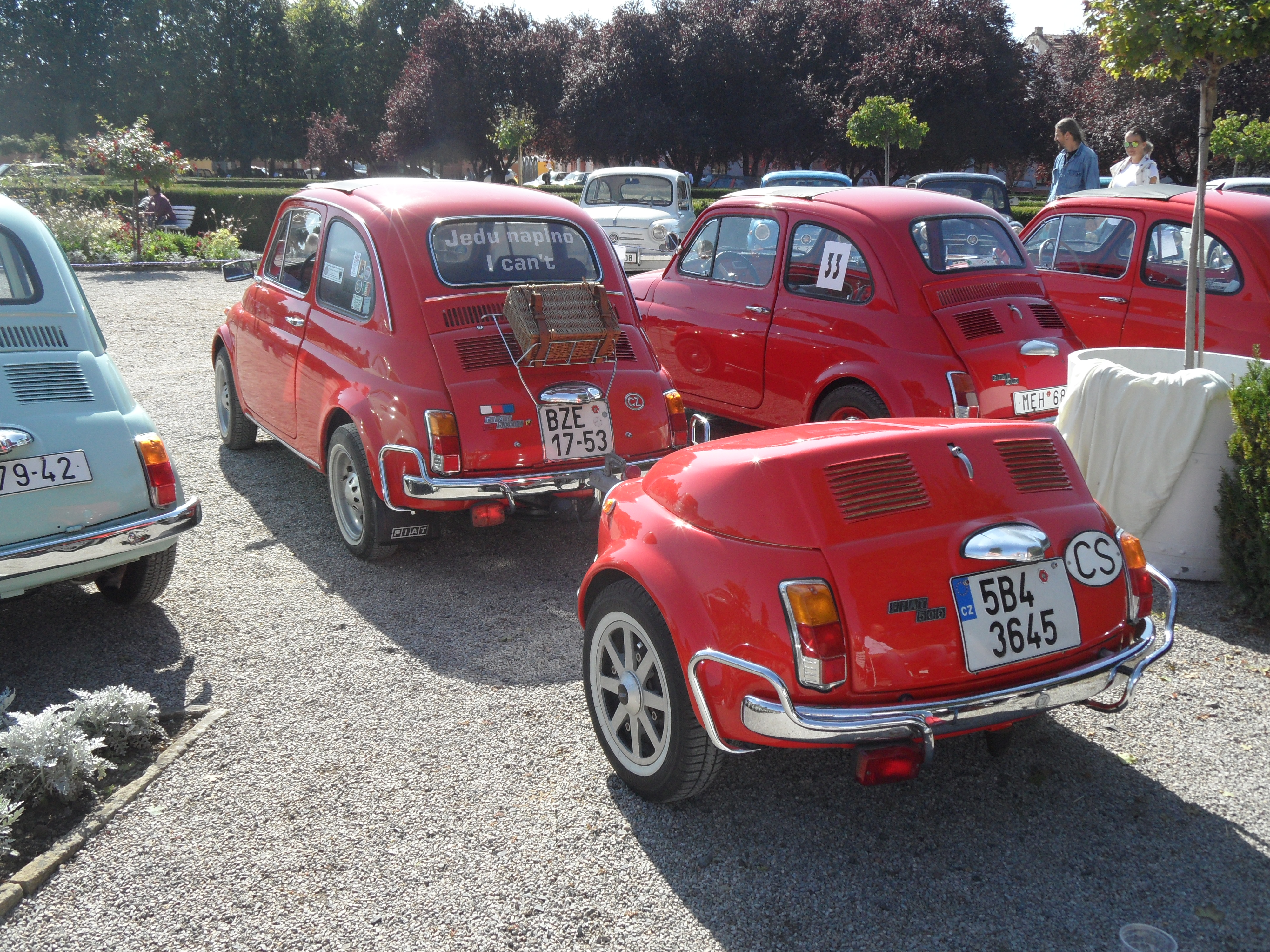
Fiat 500, 1. majitelka Ivana Zelníčková (1970)
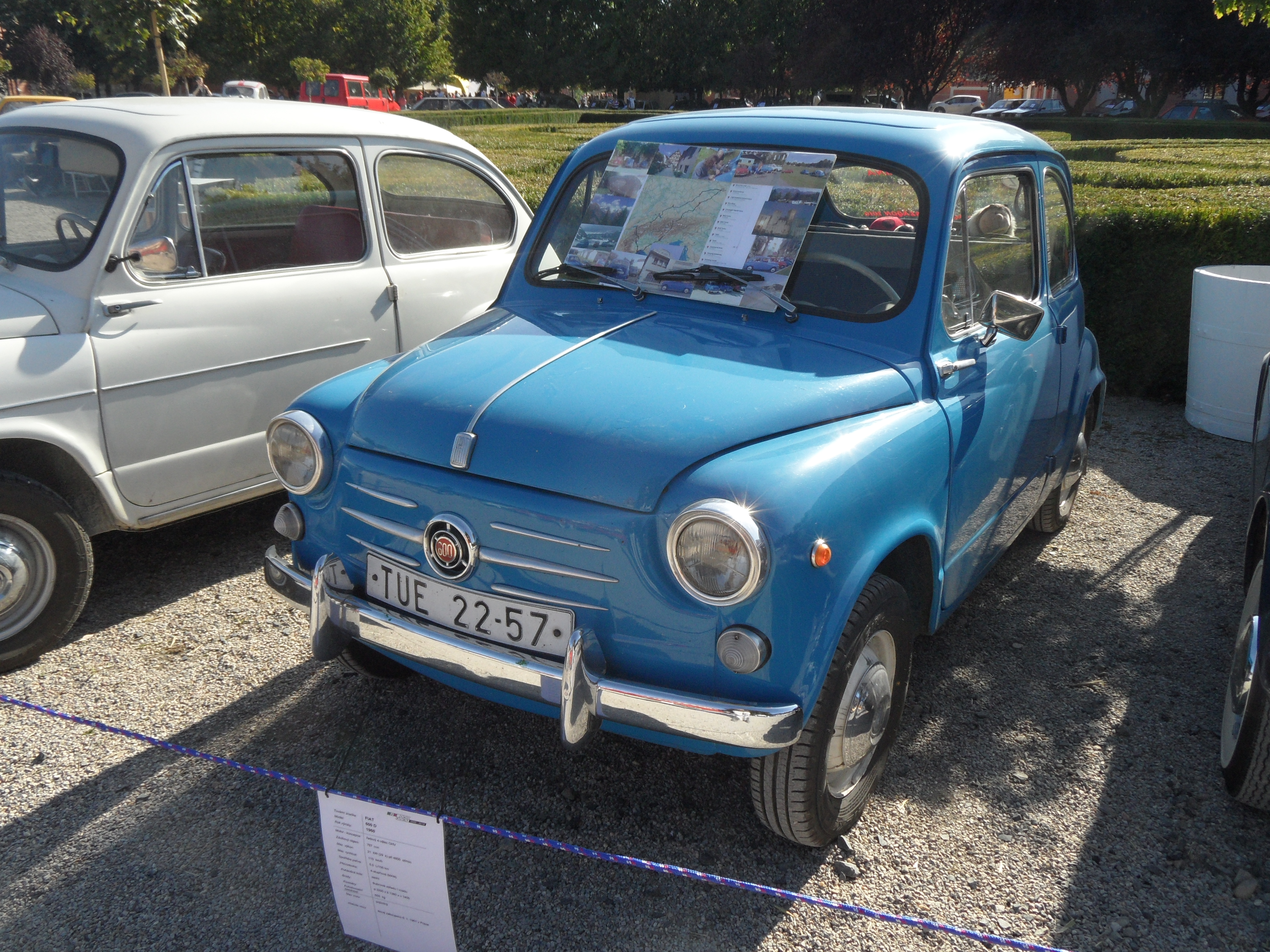
Fiat 600 D, rok 1966
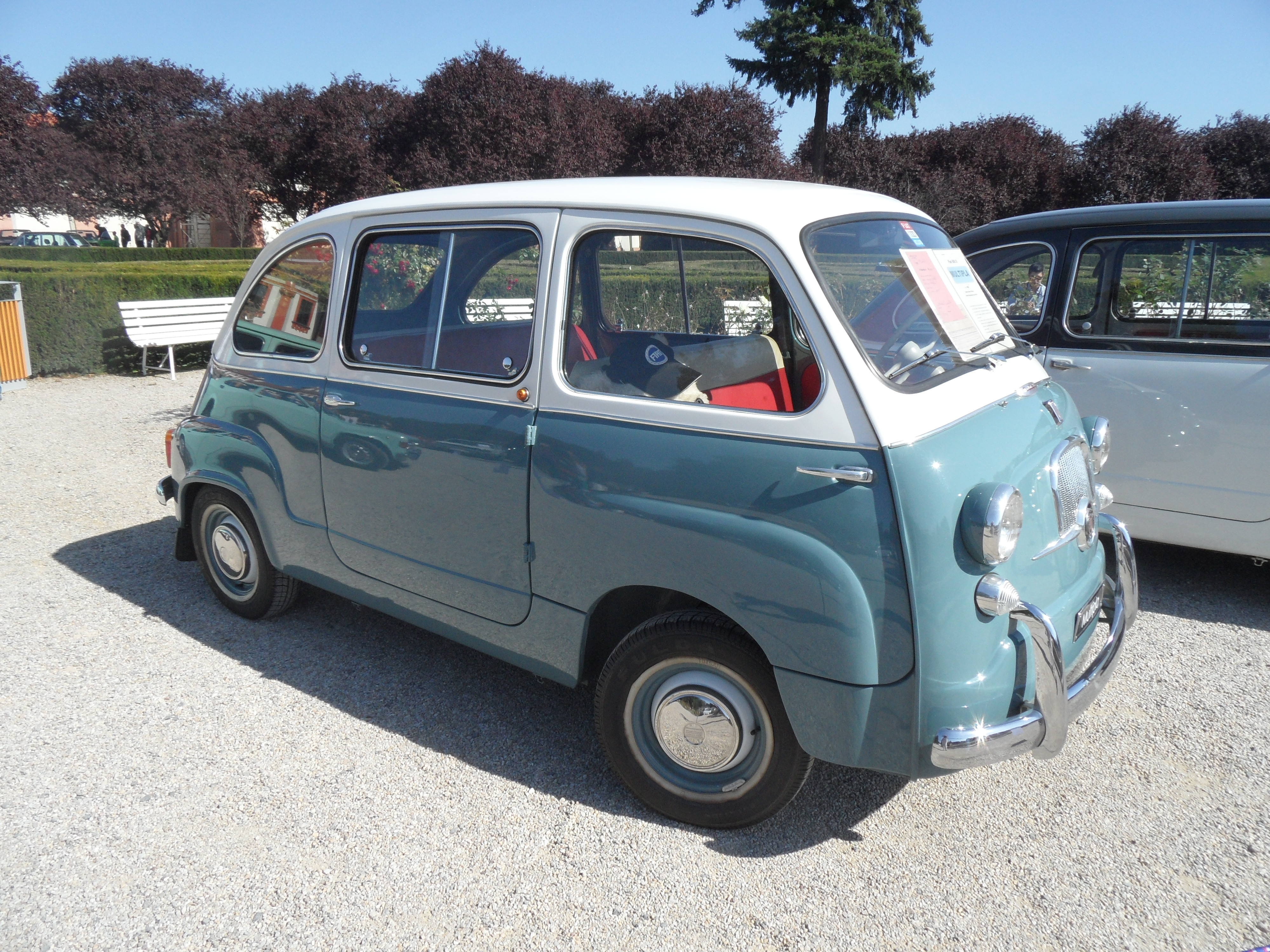
Fiat 600 Multipla, jeden z posledních vyrobených kusů (1966)

### Užitkové a speciální vozy
Dodávky a kempingové vozy byly zastoupeny modely Fiat 900T (zakoupeno v Rakousku pod značkou Steyr), Fiat 238 s originální obytnou vestavbou firmy Weinsberg, Fiat Fiorino (opět jako kempingový vůz) a různé varianty modelu Fiat Ducato (dodávka a kempingový vůz). Bylo vystavováno též několik vojenských vozů FIAT, ale bez jakýchkoli bližších informací o jednotlivých exponátech.

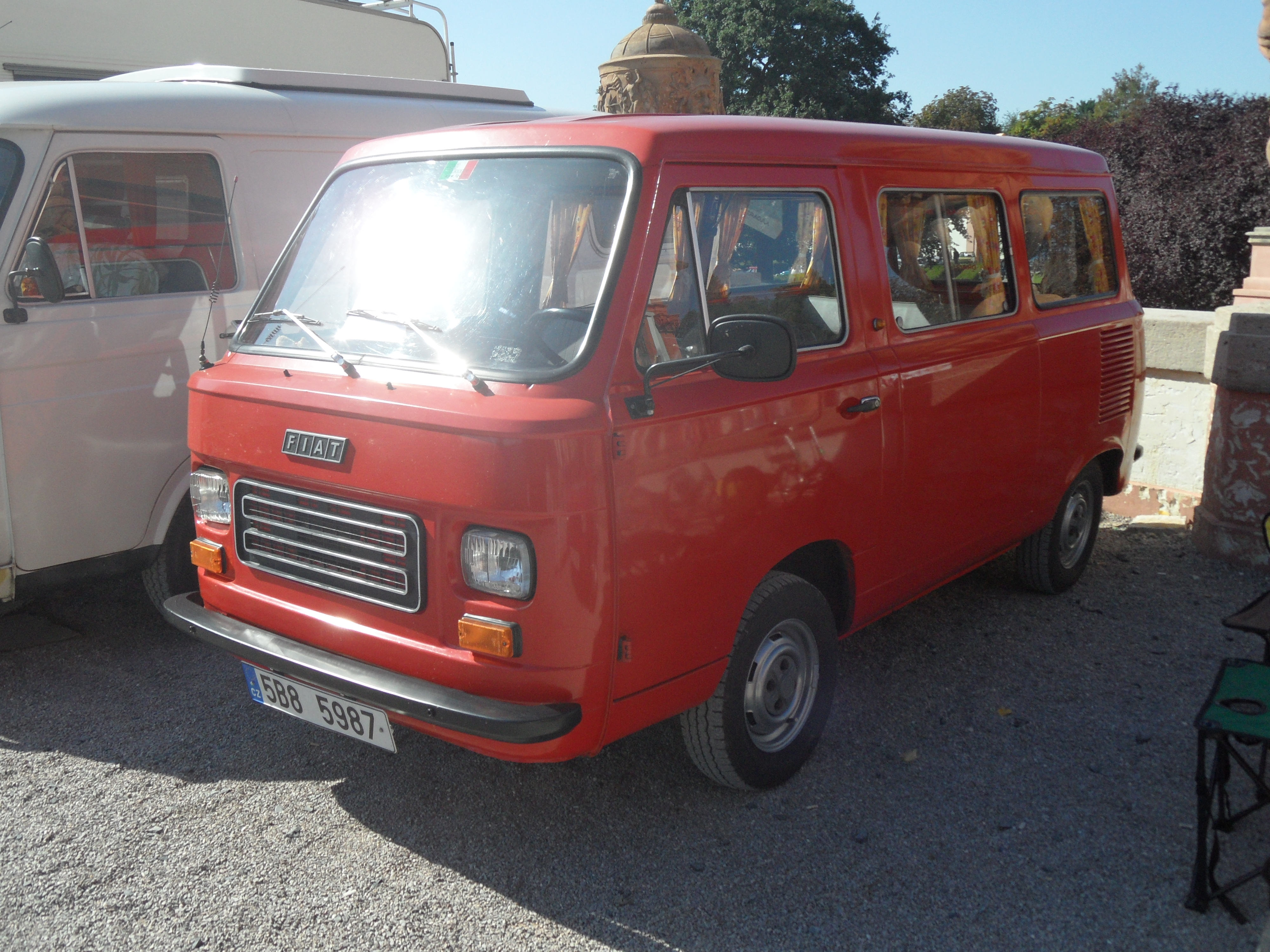
Fiat 900T (1978)
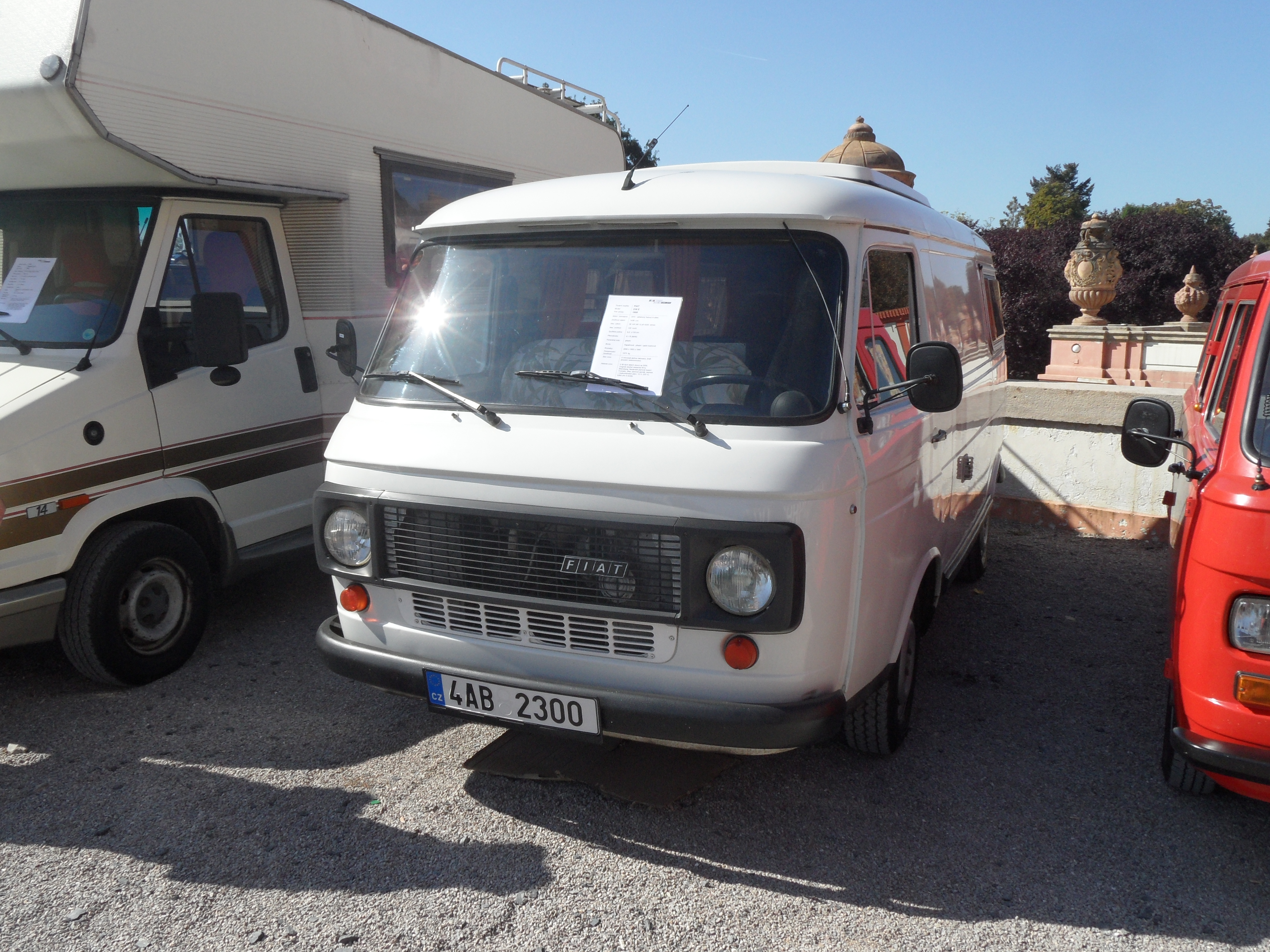
Fiat 238 E (1980), originální obytná vestavba fy Weinsberg
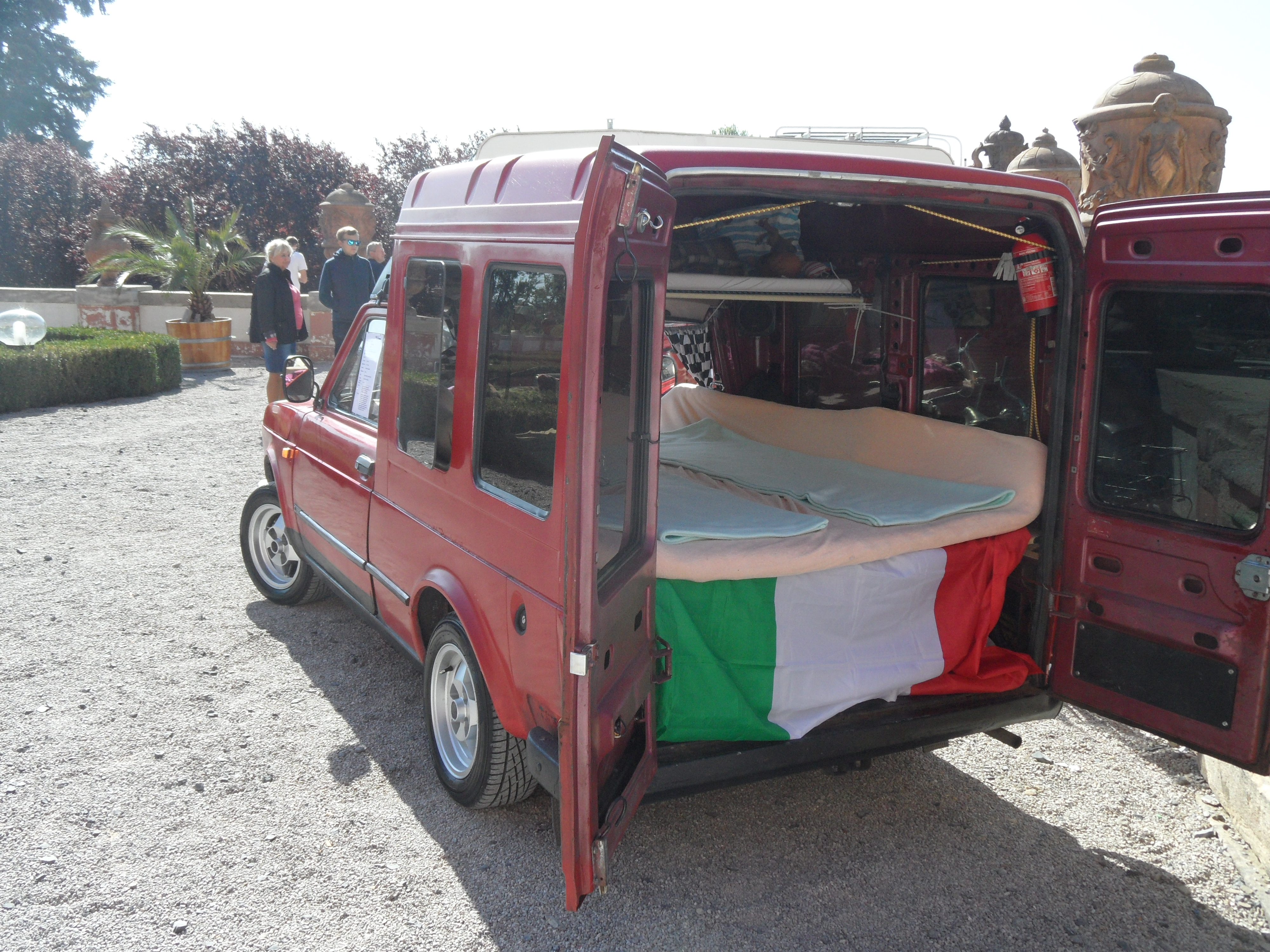
Fioriono jako dovolenkový vůz pro 3 osoby
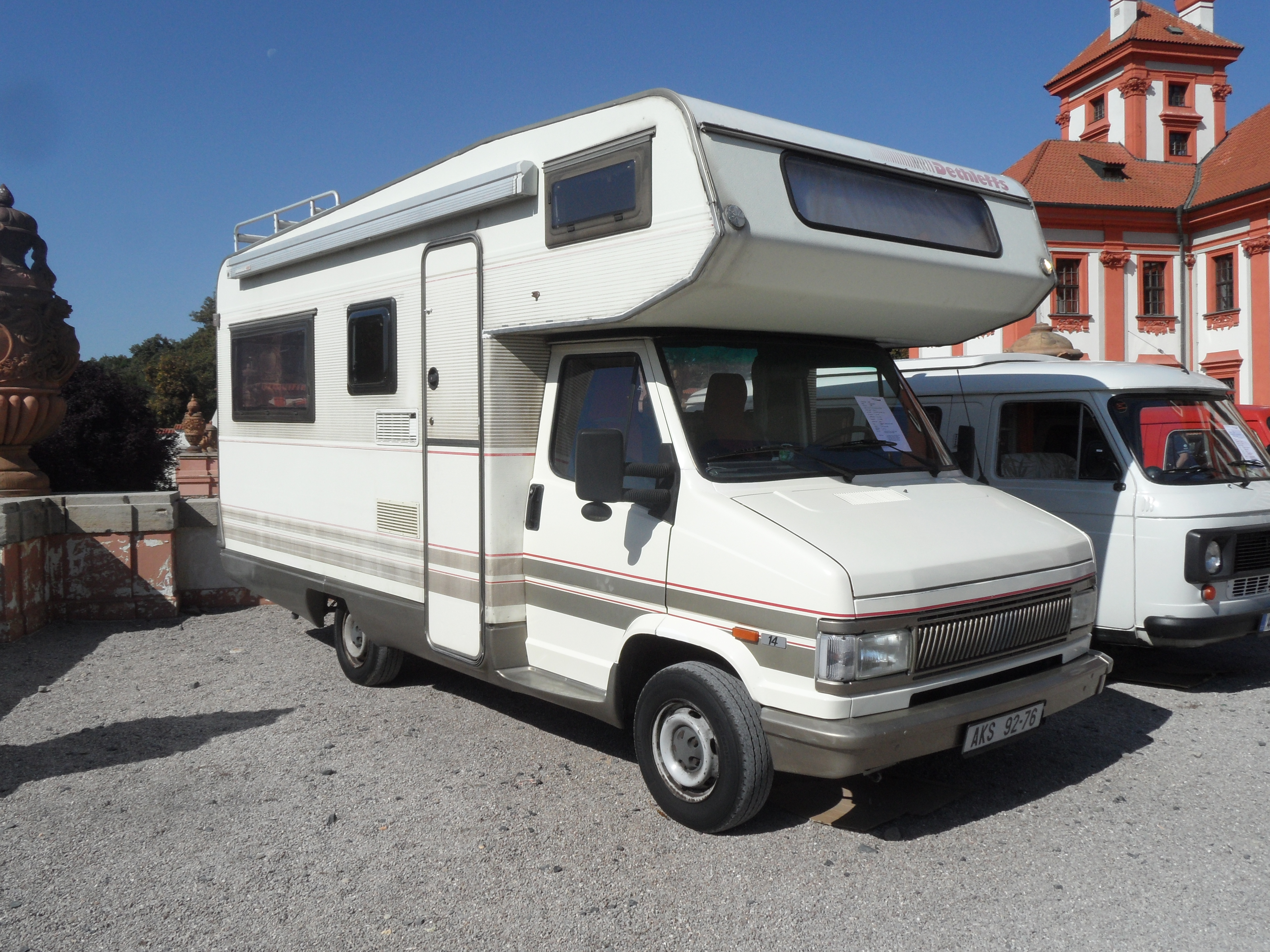
Fiat Ducato (1991), camping pro 5 osob
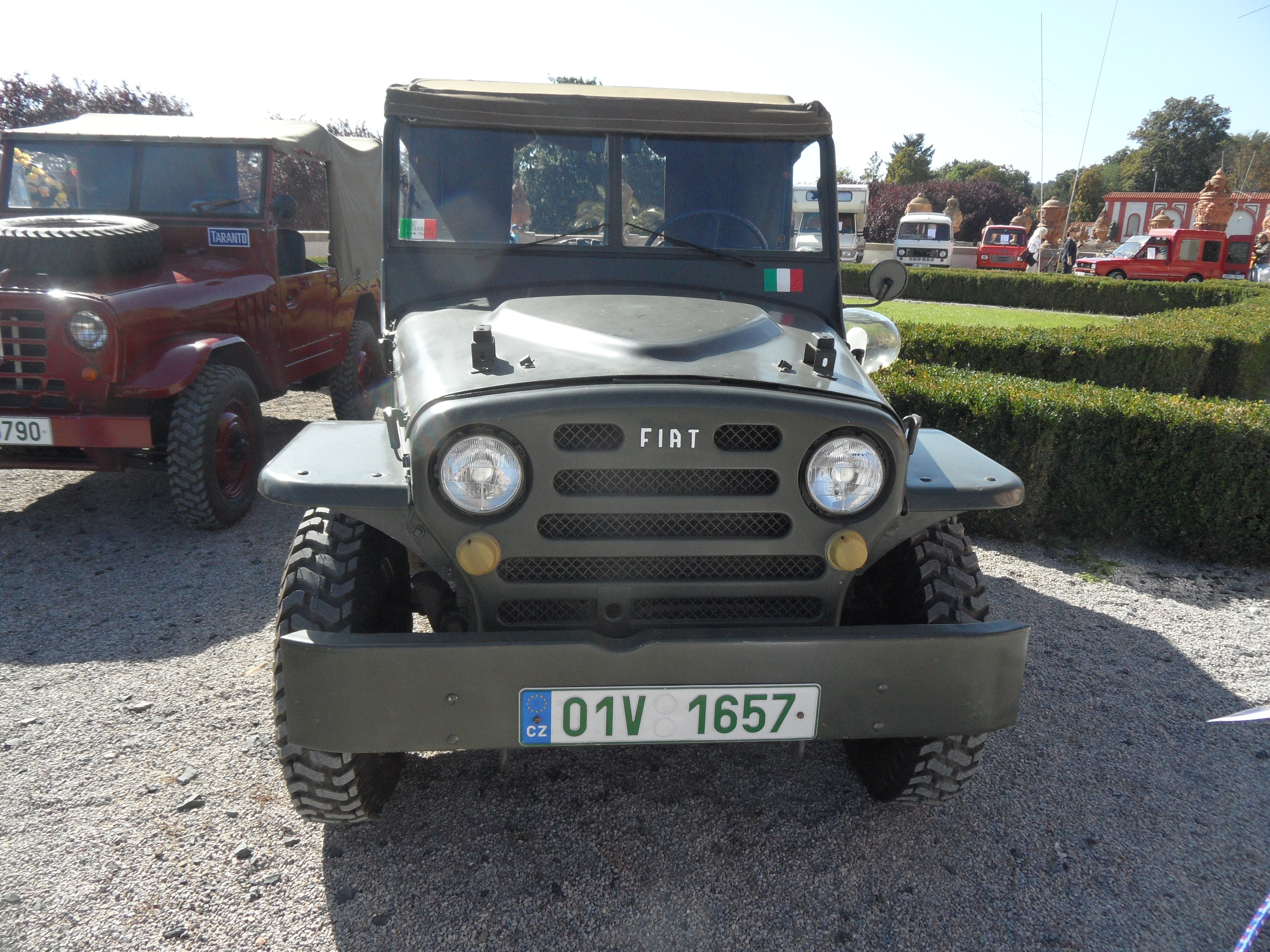
Jeden z vystavených vojenských vozů

### Konec 60. let a 70. léta 20. století
Jestliže celé období 50. až 70. let minulého století je považováno v historii automobilky FIAT za úspěšné, tak od poloviny 60. let do poloviny 70. let se vedle obchodních úspěchů FIAT dočkal i řady ocenění, především vítězství a dalších předních umístění v soutěži Evropské auto roku. Tato soutěž vznikla v roce 1964, již v roce 1967 FIAT získal první vítězství s modelem Fiat 124, který se vyráběl též licenčně v řadě zemí. Větší model Fiat 125 se hned v následujícím roce 1968 umístil na druhém místě (za NSU Ro 80 s rotačním pístem: Wankelův motor).
V roce 1969 (1. března na Turínském autosalónu) FIAT představil model Fiat 128, který si rychle získal odborníky i zákazníky svou novátorskou konstrukcí a užitnými vlastnostmi. V roce 2019 proto FIAT slavil nejen 120 let automobilky, ale také 50. výročí uvedení na trh této zásadní inovace. Vůz mimo jiné získal titul Auto roku v tehdejší ČSSR, ve Švédsku, Nizozemí a Velké Británii. V roce 1970 s ním FIAT opět zvítězil v soutěži Evropské auto roku. Jde o první vůz FIAT s pohonem předním kol. Hlavní konstruktér automobilky Dante Giacosa zde použil vlastní úpravu koncepce „vše vpředu“, dosáhl tak další úspory místa, lepšího chlazení a mazání motoru a převodovky, jednodušší servis, současně potlačil nevýhody této koncepce a tím zlepšil jízdní vlastnosti vozu. Automobilka ve svých reklamách zdůrazňovala, že mechanické komponenty zabírají méně než 20 % celkového objemu vozidla a že Enzo Ferrari řídí Fiat 128 jako své osobní vozidlo."
Takto upravená konstrukce velmi rychle prokázala své přednosti a během několika let ji převzaly téměř všechny ostatní automobilky, od malých vozů až po střední třídu, a stala se de facto průmyslovým standardem. Proto se mnozí odborníci domnívají, že Fiat 128 je jeho vůbec nejvýznamnější konstrukcí, nejen z pohledu Fiat, ale celého automobilového průmyslu. V roce 2012 motoristický novinář Jamie Kitman nazval Fiat 128 „průkopníkem malých vozů, které dnes řídíme“.
V roce 1972 FIAT vyhrál soutěž Evropské auto roku již potřetí v rozmezí pouhých šesti let s modelem Fiat 127, navíc vedle již zmíněného 2. místa v roce 1968 získal FIAT další druhé místo v roce 1974 s modelem Fiat X1/9 a další dvě místa (v roce 1965 a 1970: kdy vyhrál Fiat) získala automobilka Autobianchi (vlastněná FIATem) s modely Autobianchi Primula a Autobianchi A112.

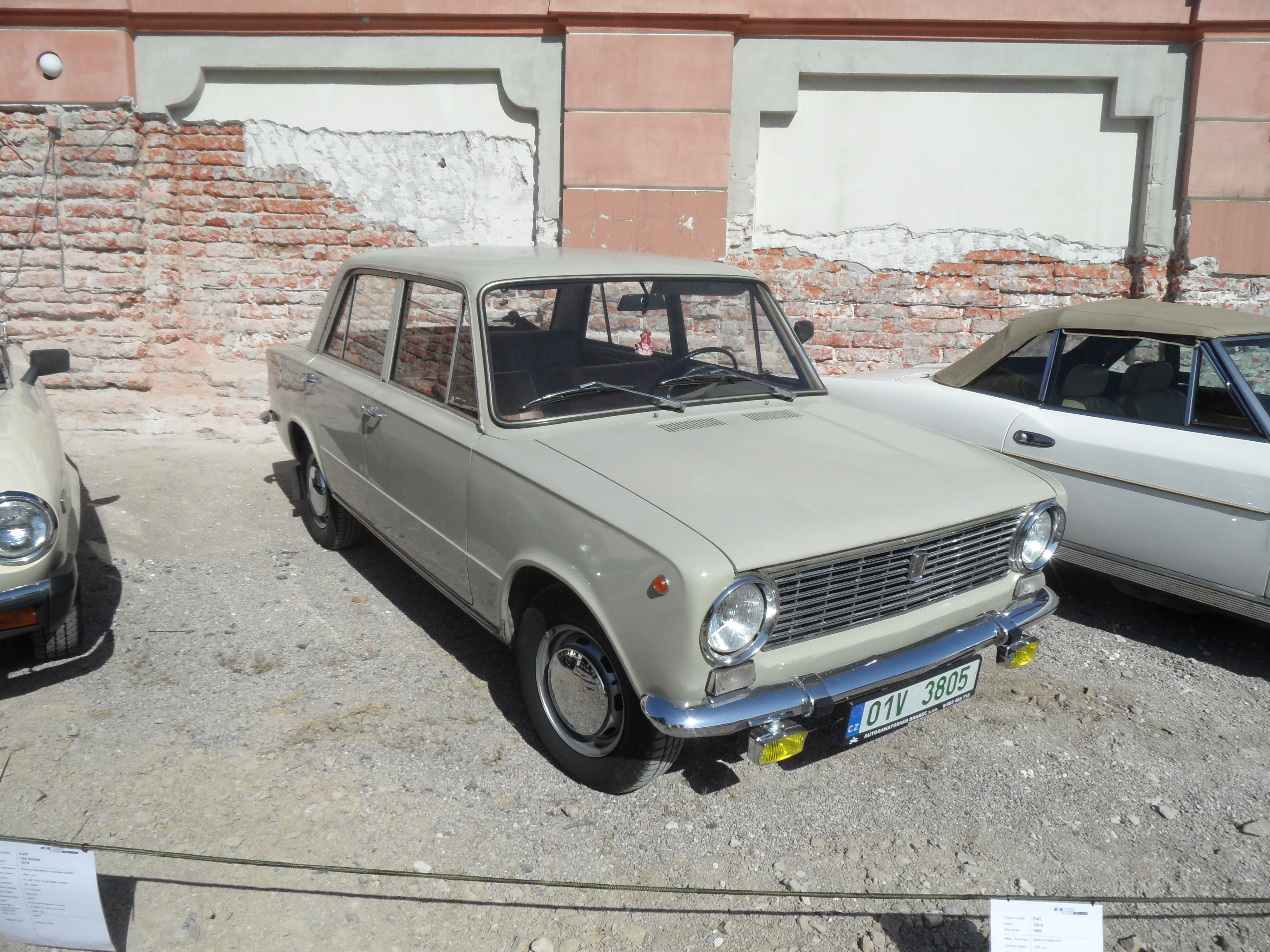
Fiat 124 A, 1966, Evropské auto roku 1967
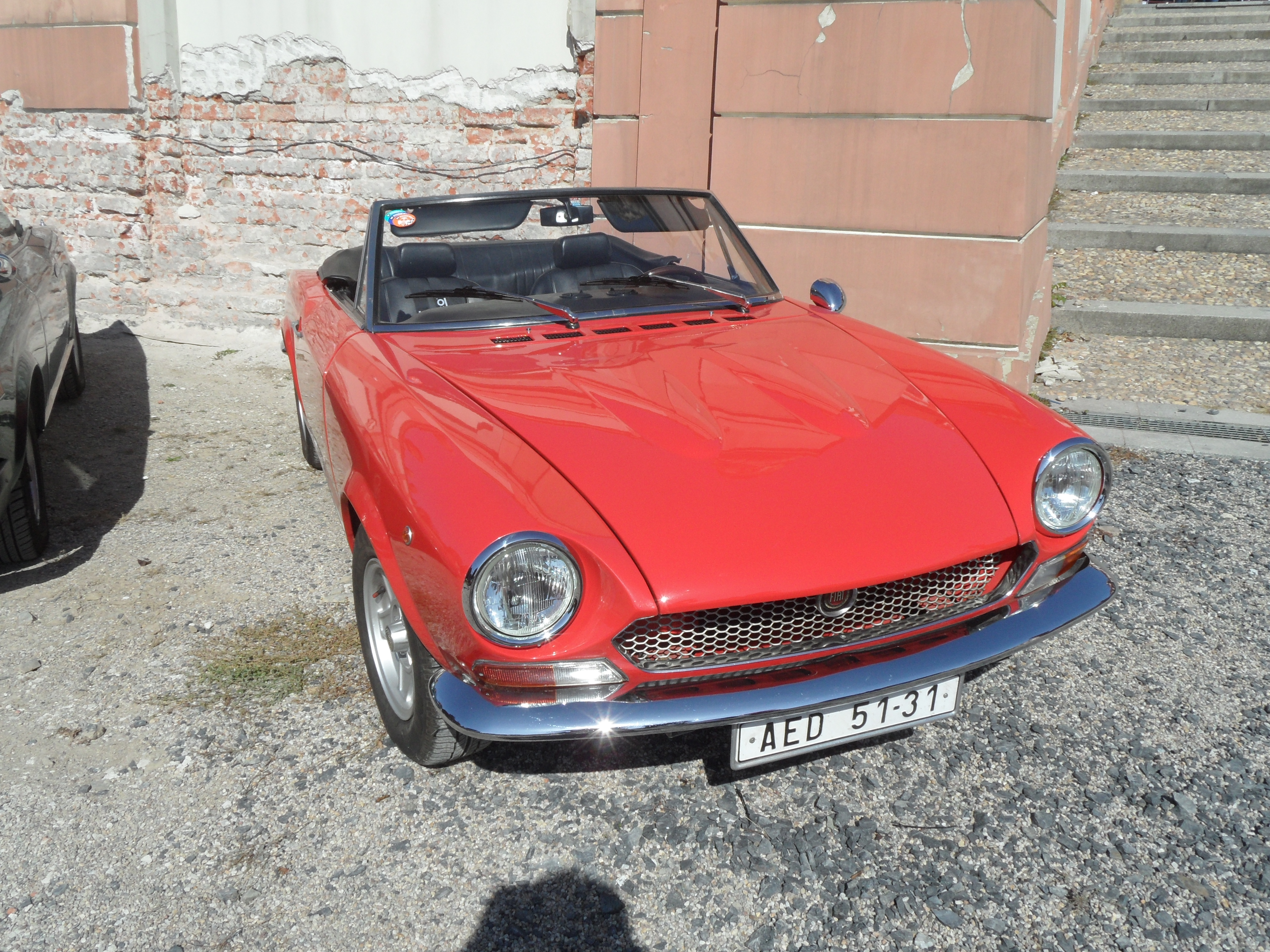
Fiat 124 Spider, rok 1969
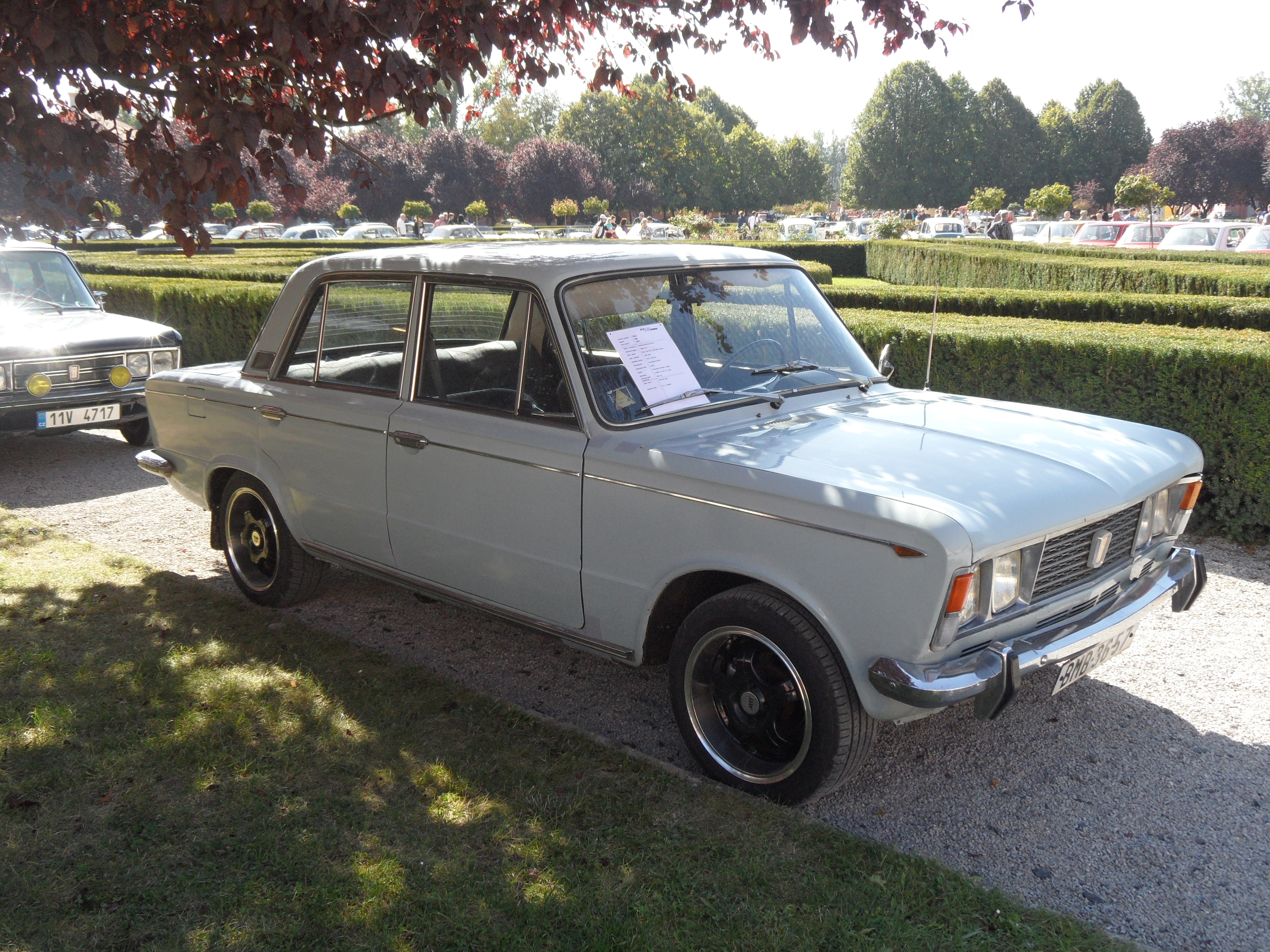
Fiat 125, vyroben 1971, 2. místo Evropské auto roku
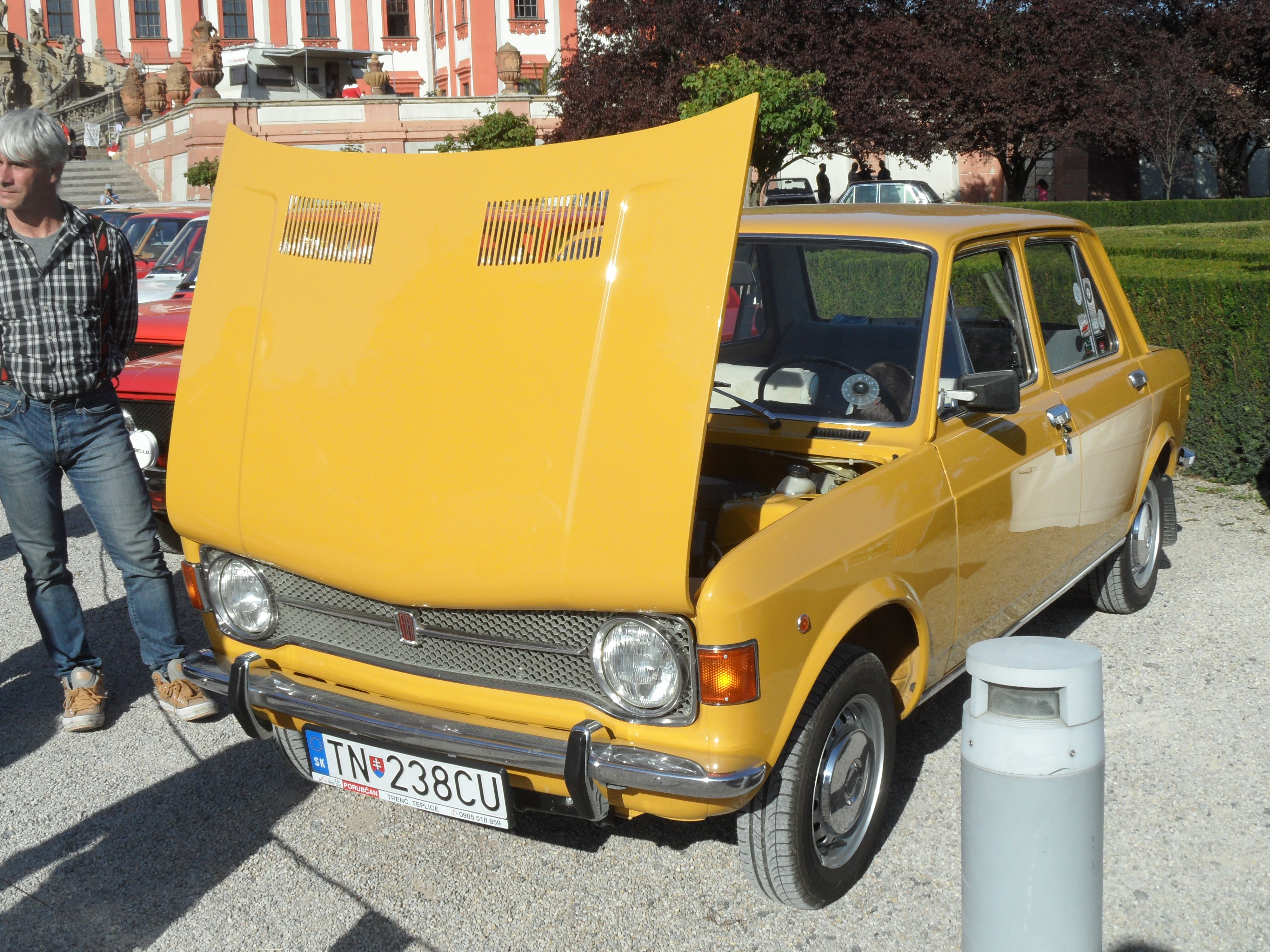
Fiat 128 A, 1970, Evropské auto roku 1970
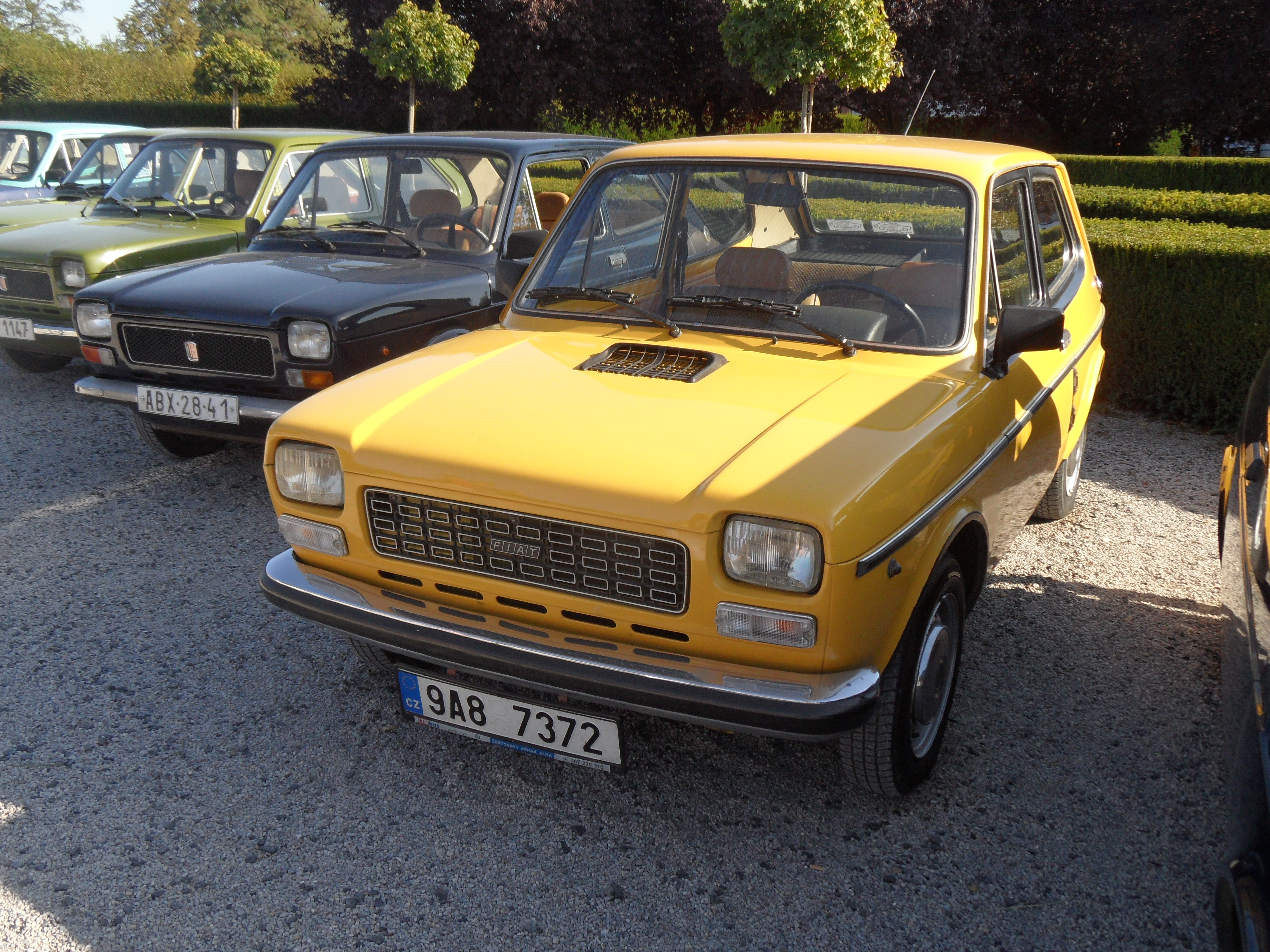
Fiat 127, vyroben 1975, Evropské auto roku 1972

### Licenční výroba
Licenční výroba byla zastoupeny automobily z různých období a různých zemí. Z rakouských vozů Steyr-Puch byly vystaveny modely Steyr-Fiat 1100 D (Fiat 1100) vyrobený 1963, Puch 700 C z roku 1964 (licenční výroba vycházející z modelu Fiat 500, ale s odlišnými motory vlastní rakouské konstrukce). Z produkce tehdejší jugoslávské (nyní Srbsko) automobilky Zastava byl vystaven model Zastava 101, v Československu prodávána jako Zastava 1100, což byla licenční verze Fiat 128. Z polské výroby v automobilce FSO nechyběly Polski Fiat 125p a Fiat 126 (Maluch).

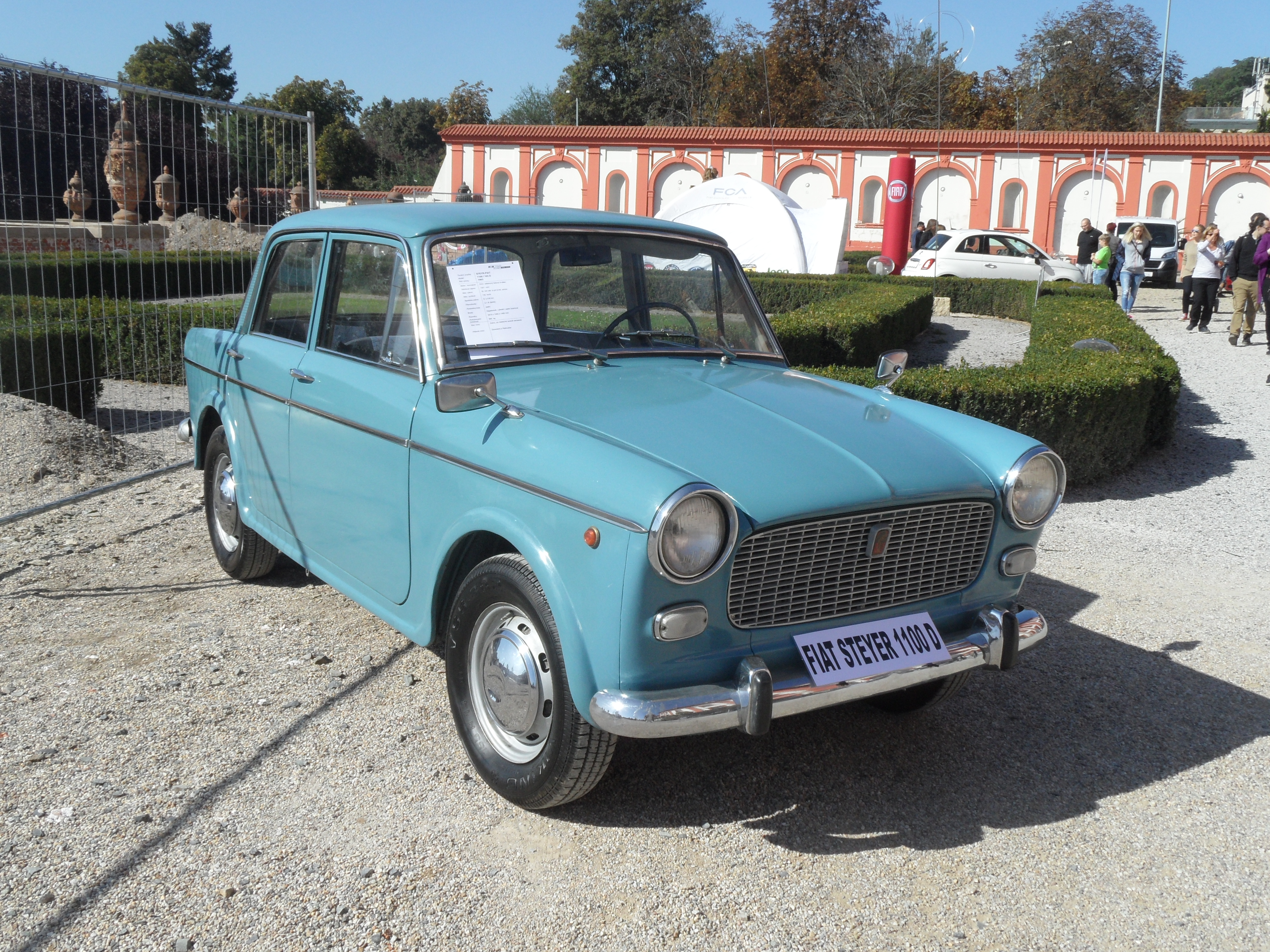
Steyr-FIAT 1100, rok 1963
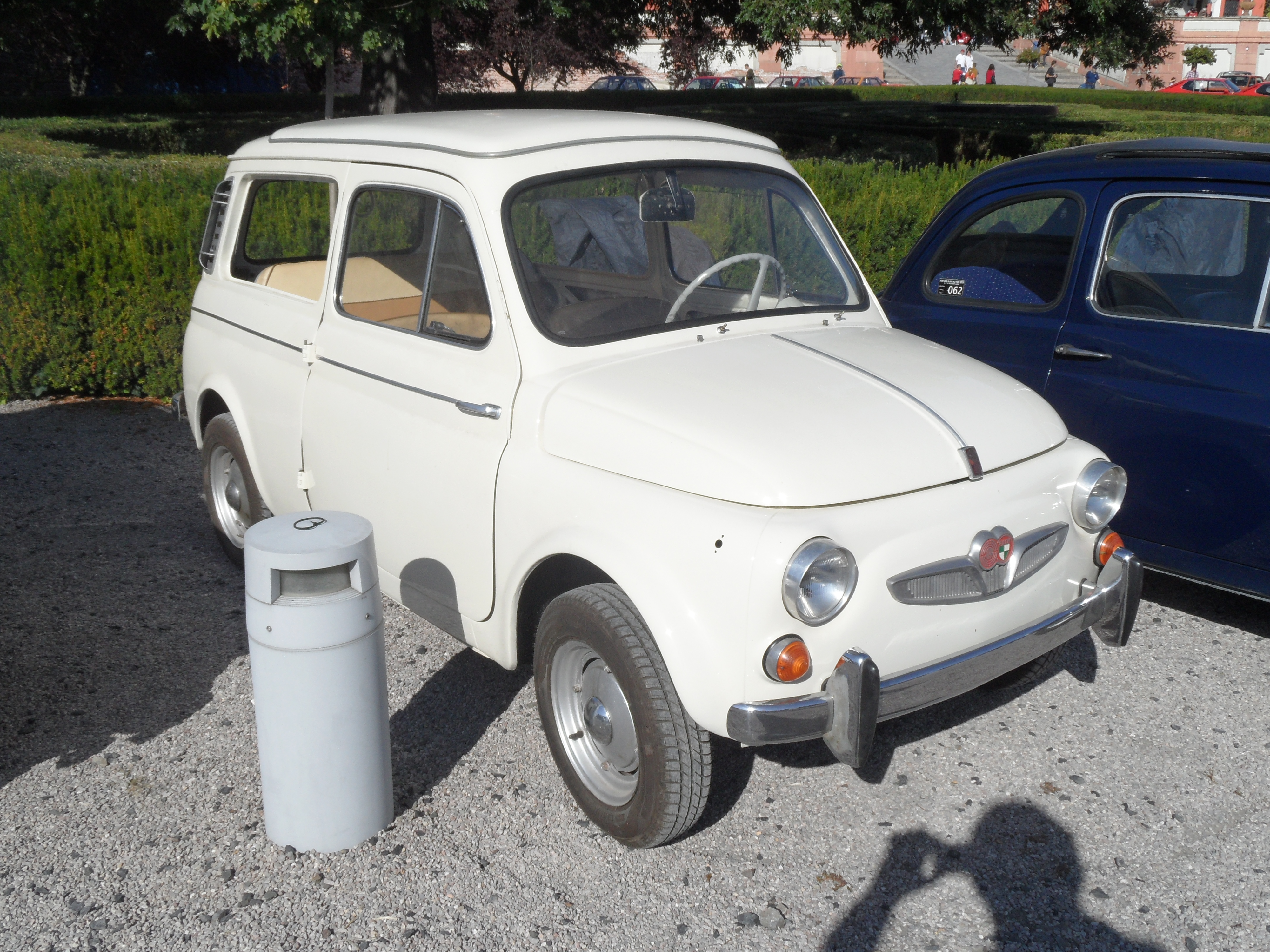
Steyer-Puch 700 C, 1964
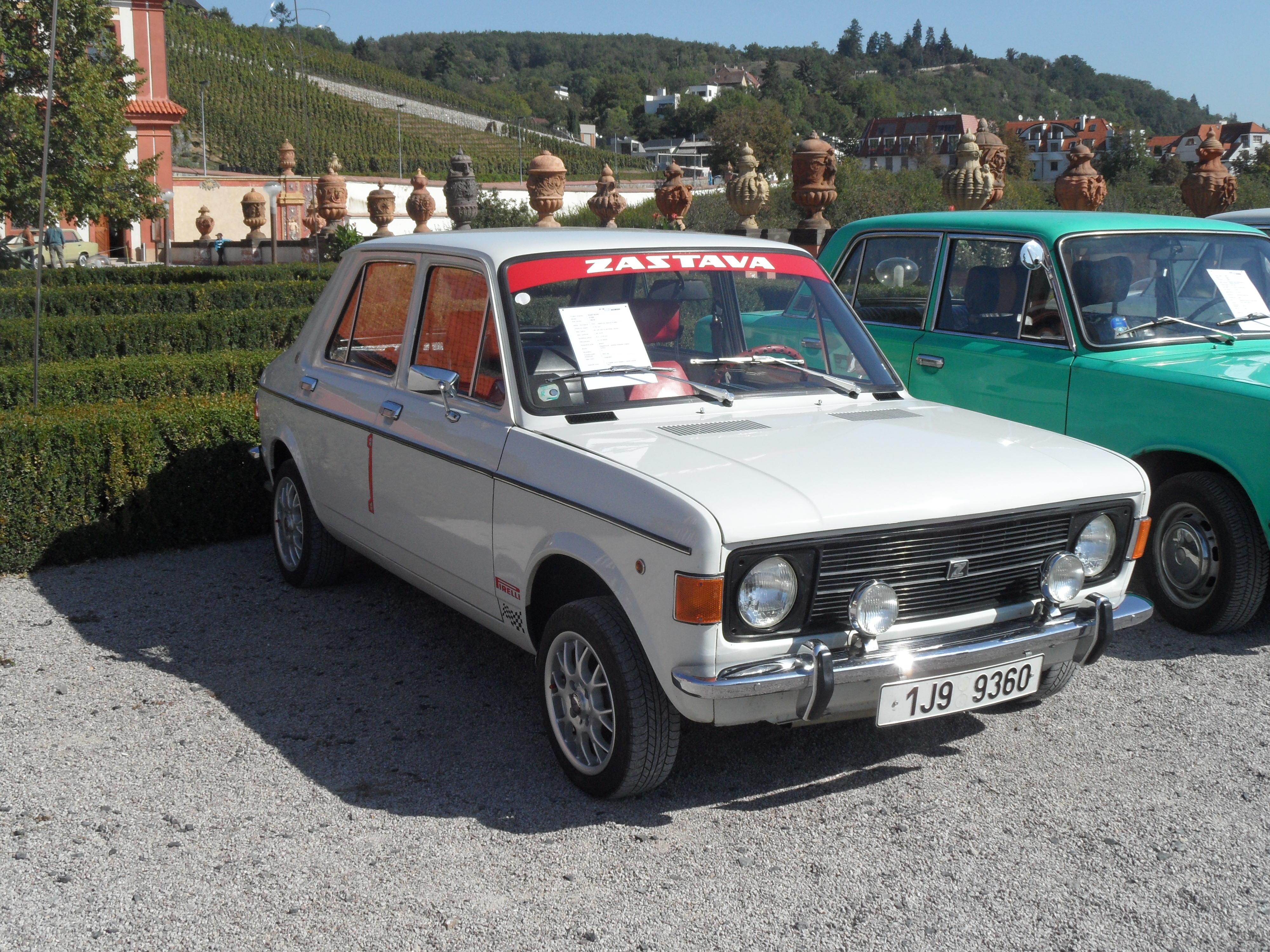
Zastava 1100, rok 1978
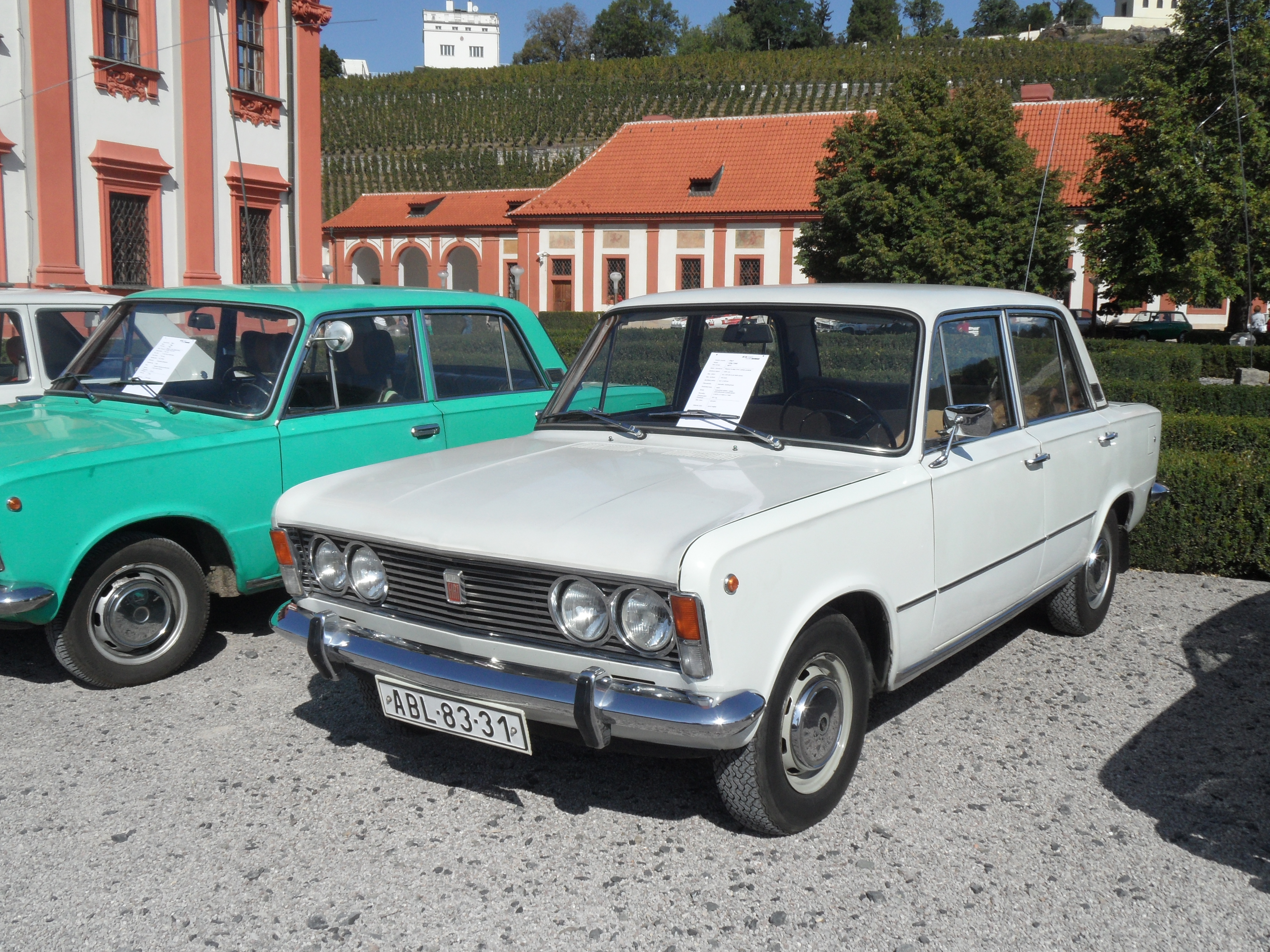
Polski Fiat 125p, motor 1295 ccm, 1971
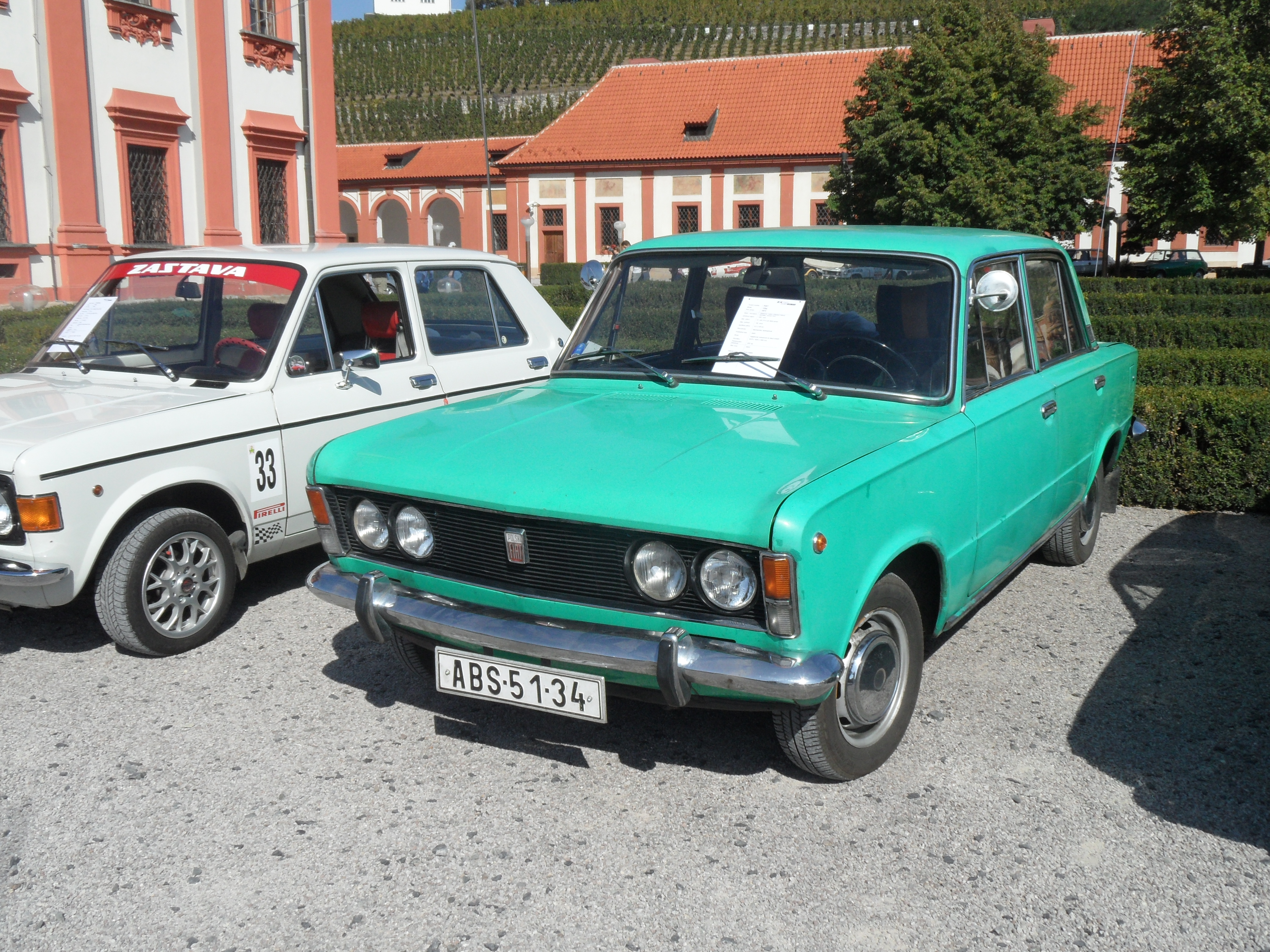
Polski Fiat 125p, motor 1481 ccm, 1973

### Sportovní a závodní vozy
Sportovní vozy byly zastoupeny především velkým počtem exponátu dvoumístného modelu Fiat X1/9, který se vyráběl od roku 1972 až do roku 1982 (resp. dokonce až do roku 1989 jako Bertone). Vůz využíval nový motor a převodovku Fiat 128, tyto komponenty však byly upraveny pro umístění před zadní nápravu. Tím se dosáhlo takřka ideálního rozložení hmotnosti mezi přední a zadní nápravu (a tím výborné jízdní vlastnosti), kromě toho se získal zavazadlový prostor vpředu i vzadu. Tyto vlastnosti byly oceněny tím, že vůz v roce 1974 (jak již bylo zmíněno), získal druhé místo v soutěži Evropské auto roku (za vozem Mercedes 450SE).
Ze závodních vozů byl vystavovány mimo jiné tyto modely. Fiat 124 Abarth z roku 1972, který je vybaven řadovým čtyřválcem 2xOHC o objemu 1795 ccm a výkonu 121 kW (165 k) při 7500 otáčkách za minutu. Fiat 128 Rally z roku 1973, v tomto případě jde o vůz upravený pro rallye historických vozidel dle dobových předpisů FIA, příloha J. Vůz získal třetí místo v Rallye Vltava 2002 (Mistrovství ČR) a 2. místo v  Rallye Hořovice 2005. Fiat Abarth 1000 TCR Replica má řadový čtyřválec OHV o objemu 982 ccm a výkonu 84 kW (115 k) při 8400 otáčkách za minutu a maximální rychlost 220 km/h.

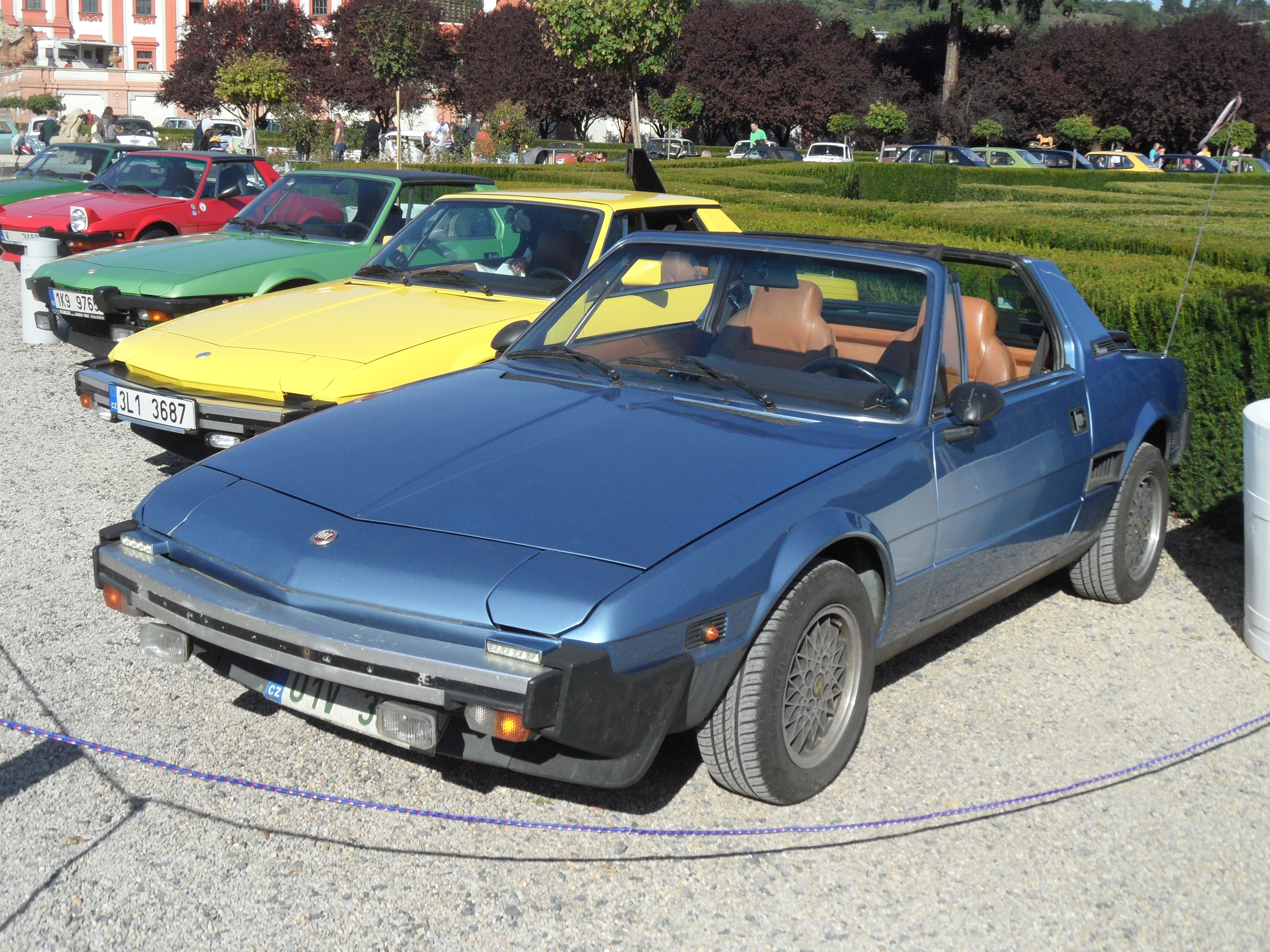
Fiat X1/9 se staženou střechou, v pozadí další verze, 2. místo Evropské auto roku
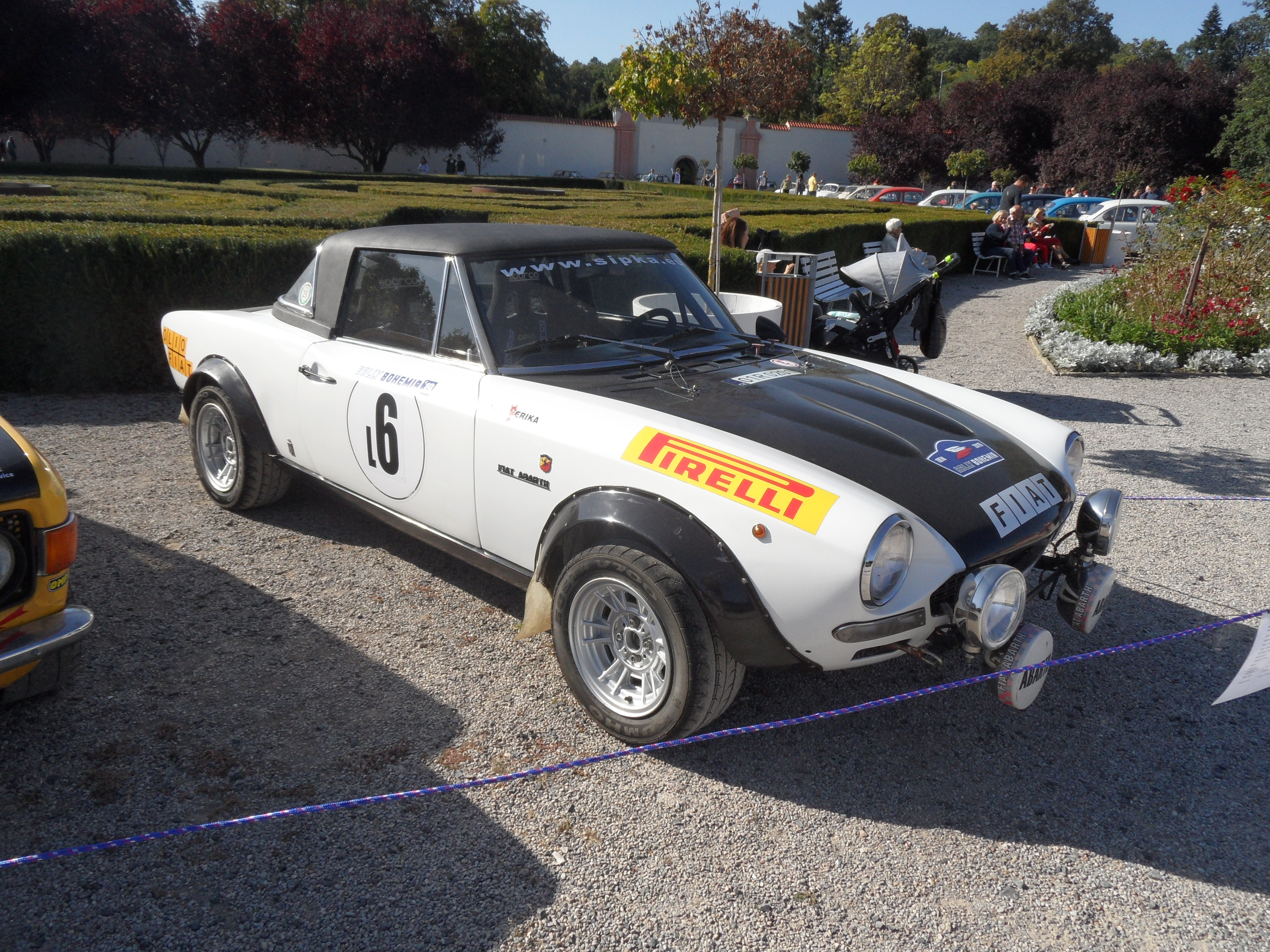
Závodní Fiat 124 Abarth, 1972
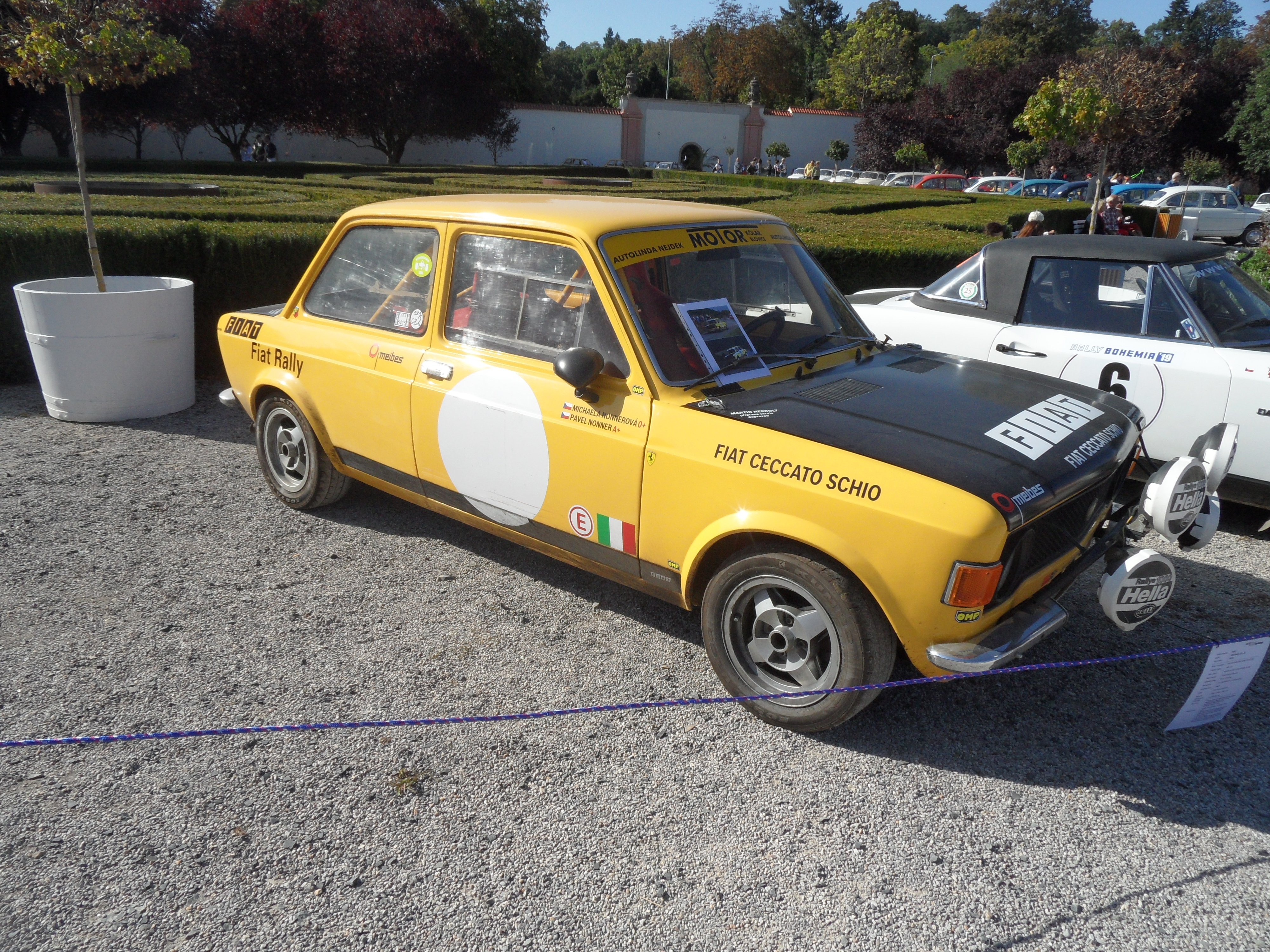
Fiat 128 Rally, 1973
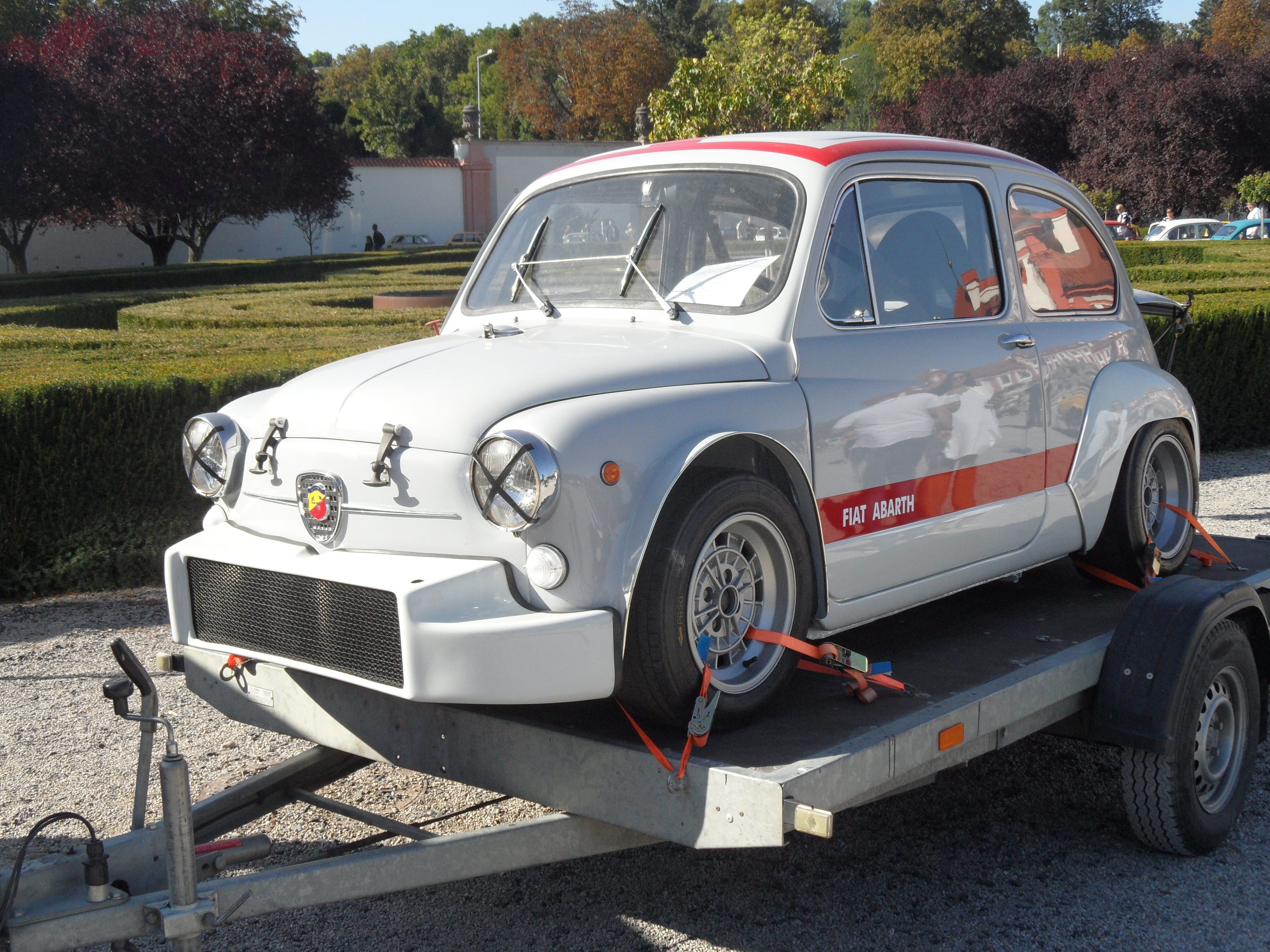
Fiat Abarth 1000 TCR Replica

### 80. a 90. léta 20. století
Model Fiat Ritmo se vyráběl již od roku 1978 a v roce 1979 se s ním automobilka umístila na druhém místě v soutěži Evropské auto roku (za Porsche 928), ale všechny zde vystavené exponáty pocházely z 80. let. Vyráběl se v řadě modifikací s různými motory včetně sportovní verze Abarth 130 TC a také jako Fiat Ritmo Cabrio. Fiat Uno se vyráběl od roku 1983, nahrazoval úspěšný vůz Fiat 127 a s tímto vozem FIAT po delší pauze (po 12 letech) opět získal titul Evropské auto roku (Fiat 127 uspěl v roce 1972, Fiat Uno v roce 1984). Dalšími vozy, který získaly titul Evropské auto roku se v roce 1989 stal Fiat Tipo 1. generace, v roce 1995 Fiat Punto (rovněž 1. generace) a hned v následujícím roce 1996 Fiat Bravo/Brava. Bravo je třídveřový hatchback, Brava pětidveřový vůz, někdy označovaný jako liftback, jindy jako fastback. Podvozek, přední část a většina motorů byla pro oba modely stejná. Z dalších vozů tohoto období zde byly vystaveny např. Fiat Regata, Fiat Tempra, Fiat Croma, několik variant modelu Fiat Panda včetně verze 4x4, stylový Fiat Coupé (nejrychlejší sériový Fiat všech dob), Fiat Cinquecento a Fiat Seicento (Cinquecento znamená v italštině pět set a Seicento šest set).

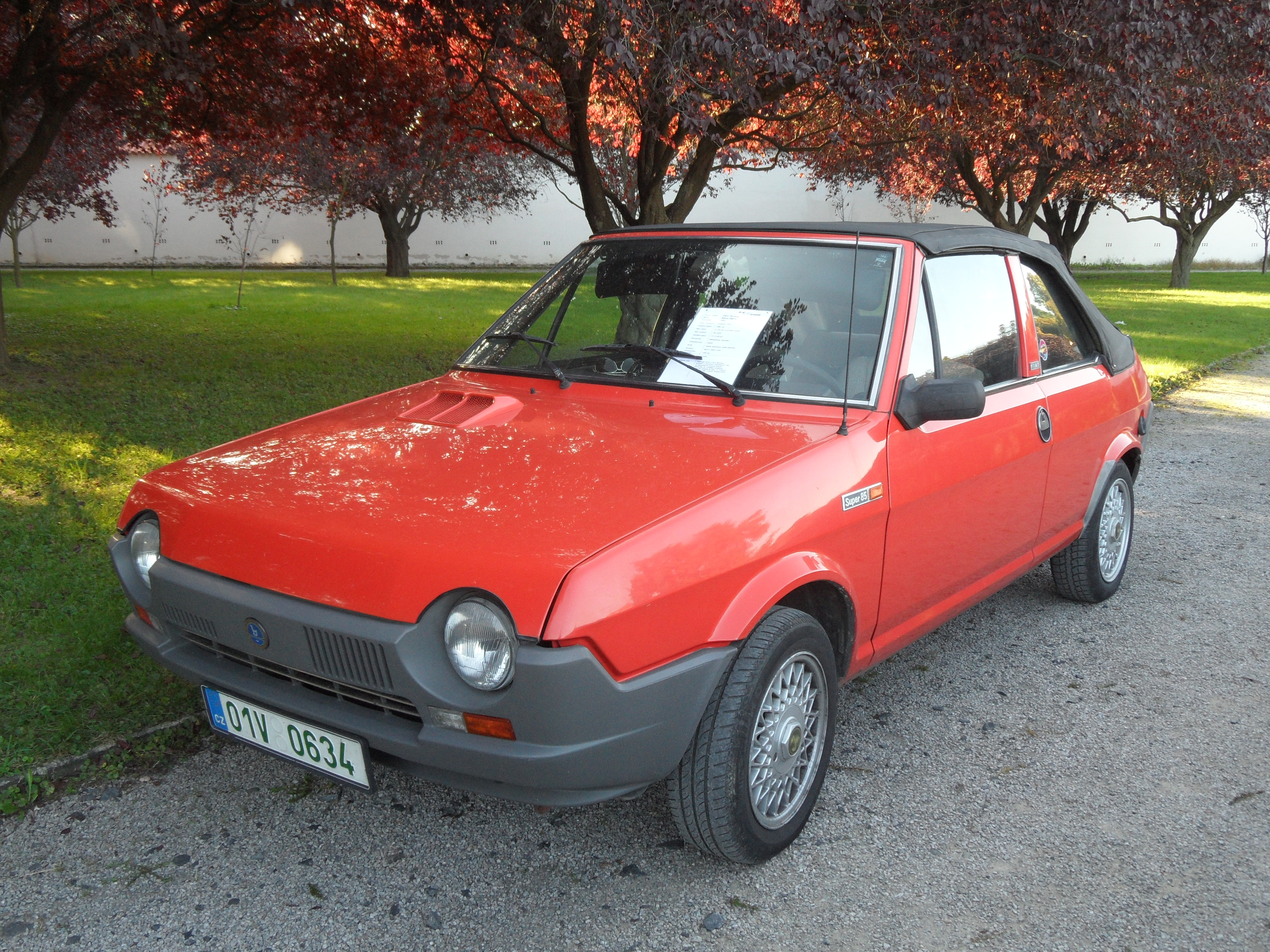
Fiat Ritmo Cabrio, vyrobeno 1983
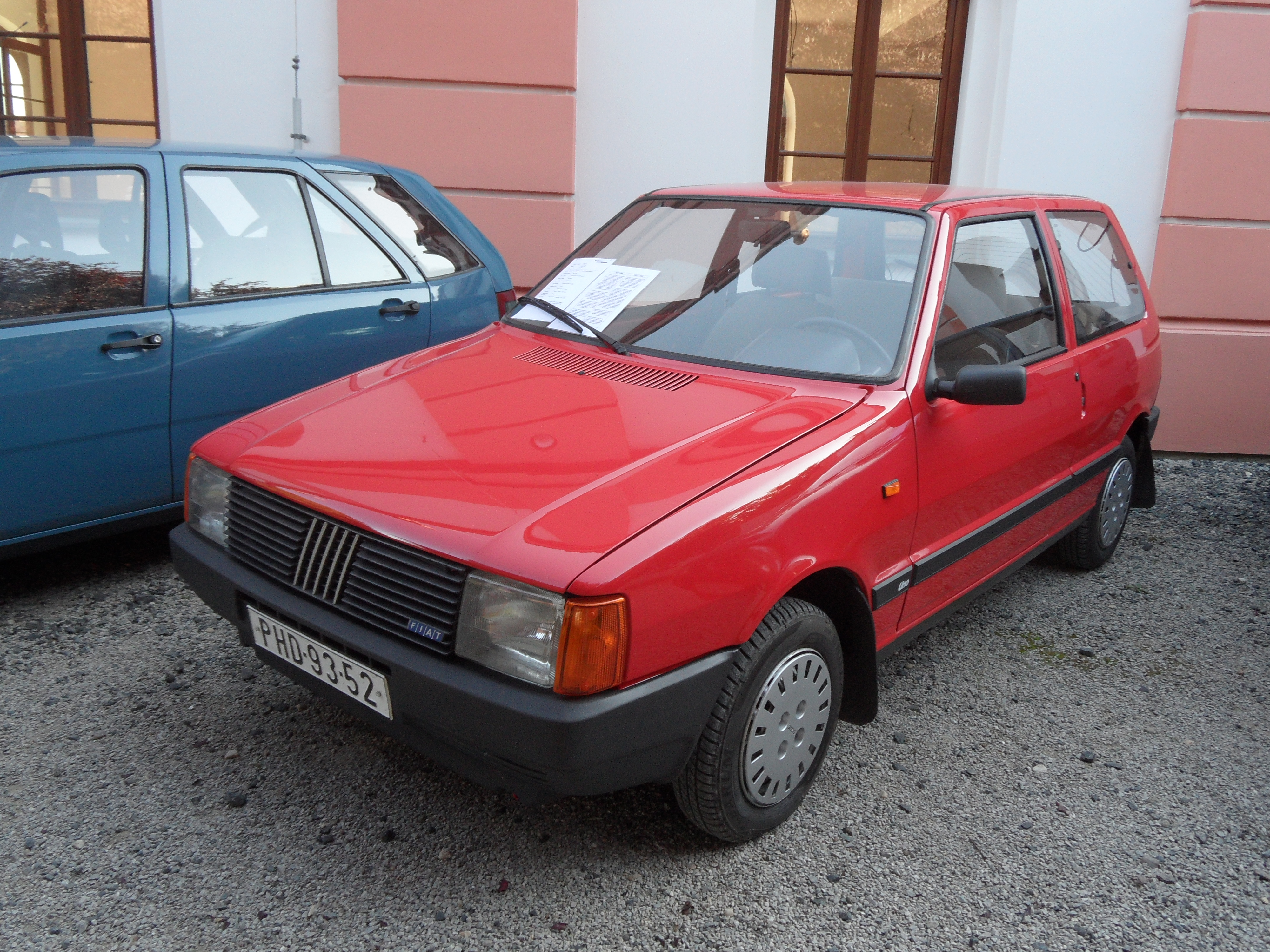
Fiat Uno z roku 1985, Evropské auto roku 1984
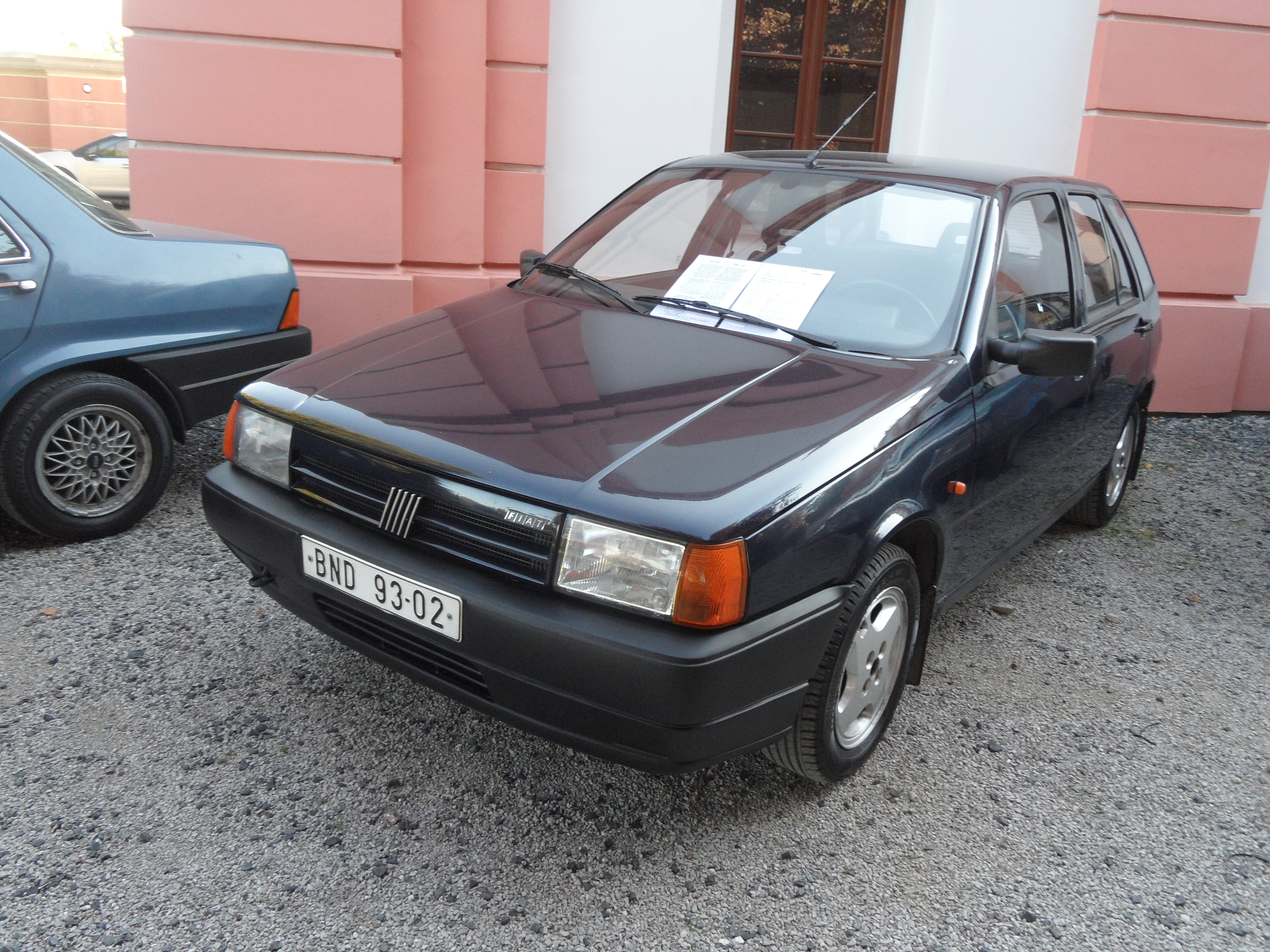
Fiat Tipo z roku 1991, Evropské auto roku 1989
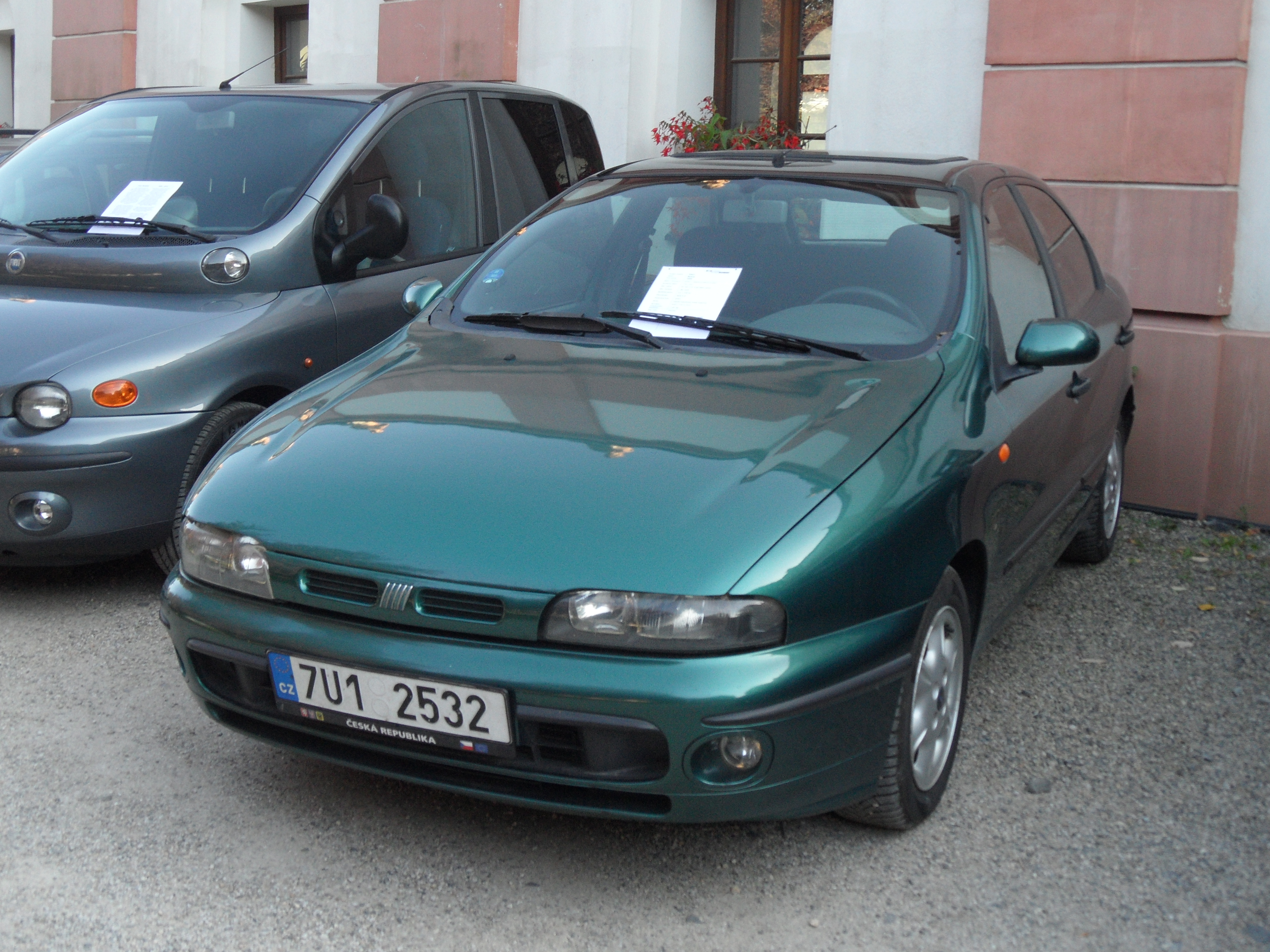
Fiat Brava z roku 1998, Evropské auto roku 1996
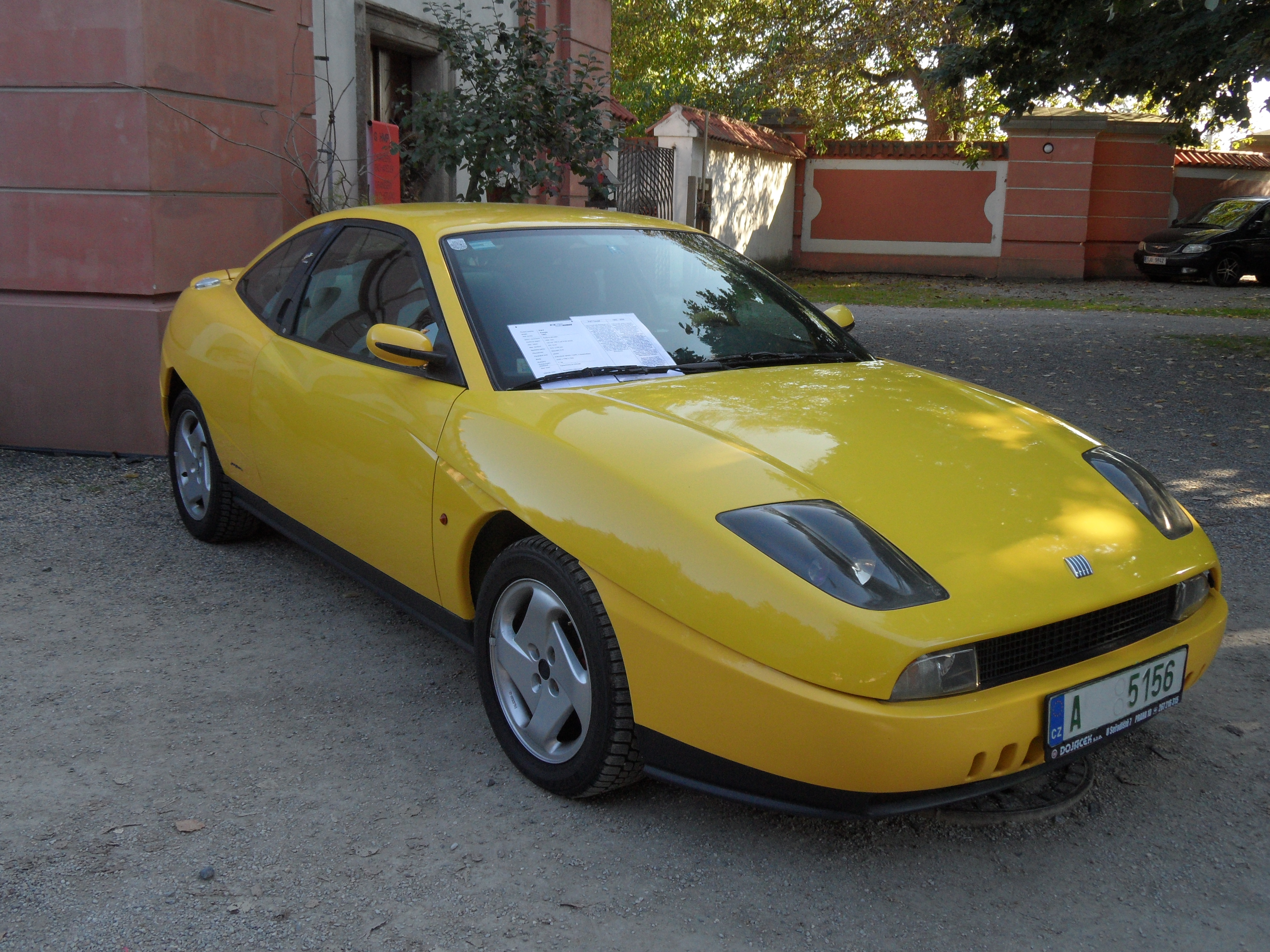
Fiat Coupé, rok 1997, nejrychlejší sériový Fiat

### Po roce 2000
Vozy vyrobené po roce 2000 byly zastoupeny především dvěma dalšími modely, které získaly titul Evropské auto roku: Panda II ho získala v roce 2004 a „nový“ nebo též retro Fiat 500 (někdy pro snazší odlišení od Fiatu 500 z 50. let označovaný též „Fiat Nuova 500“), jehož výroba započala v roce 2007 ho získal v roce 2008. Dále zde byl vystaven např. Fiat Stilo v provedení hatchback a kombi, Fiat Croma II a Fiat Freemont, což je crossover SUV Dodge Journey z produkce Chrysler, upravený pro evropský trh.

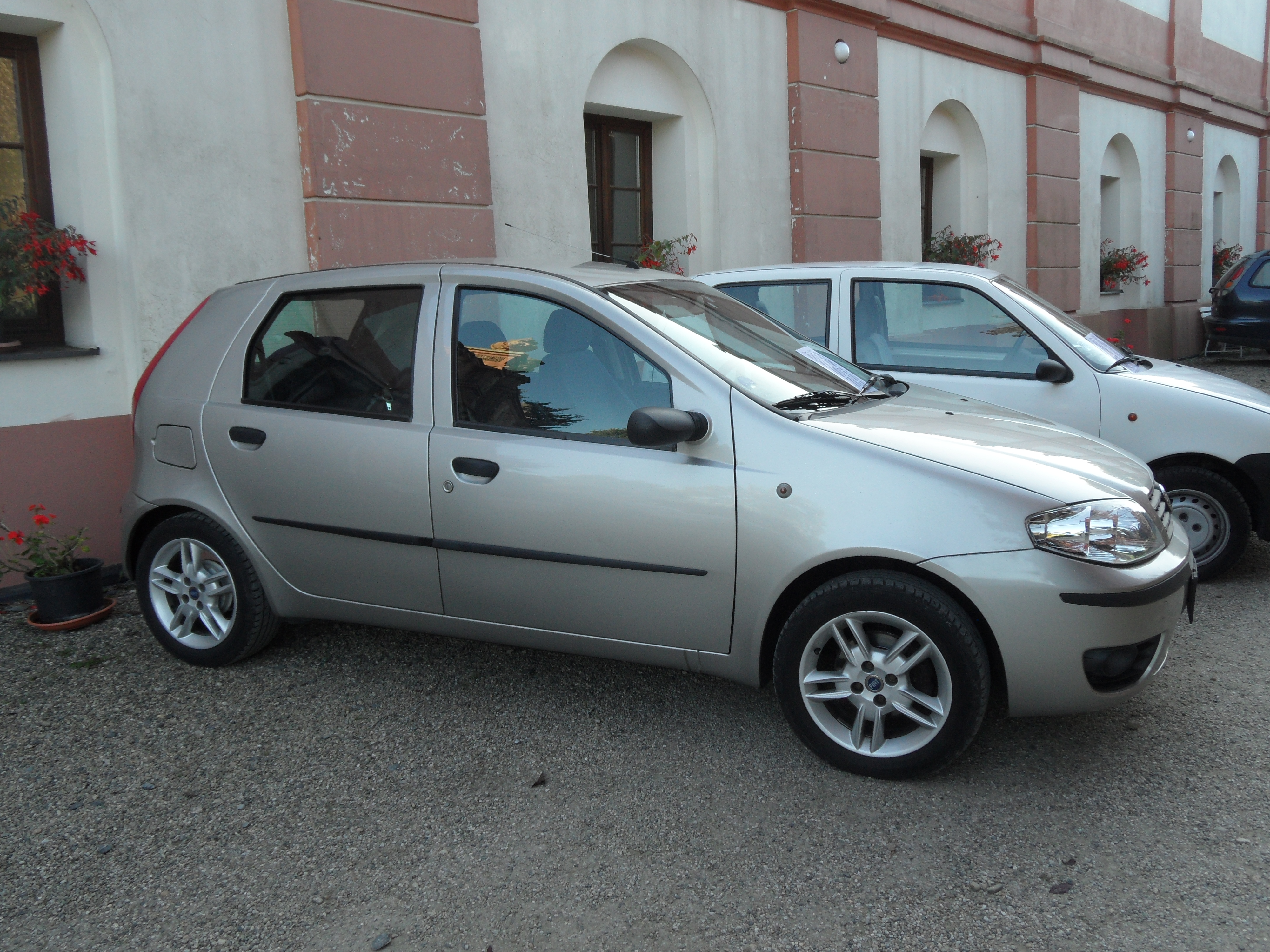
Fiat Punto, 2004, Evropské auto roku 2004
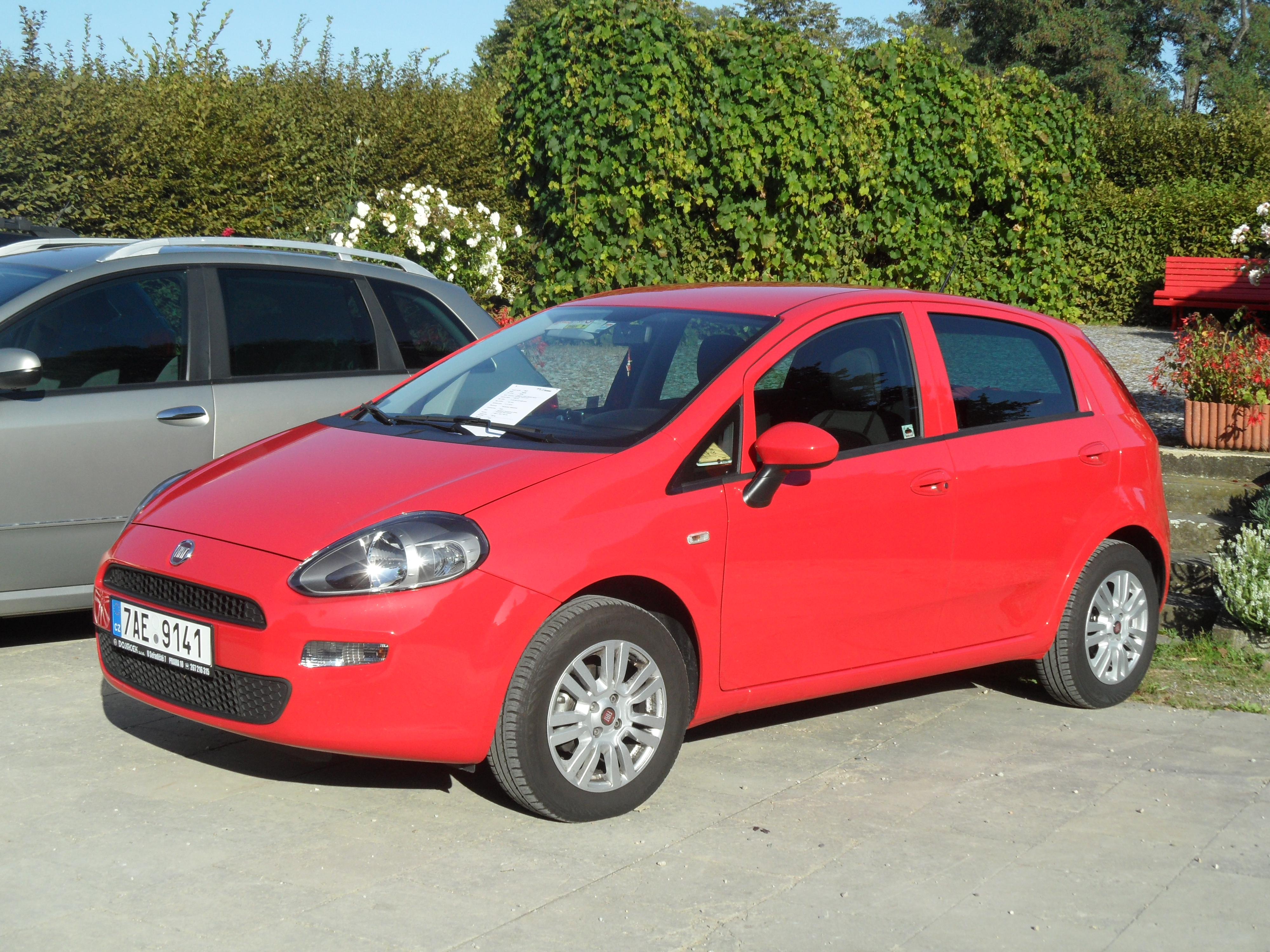
Fiat Punto, 2018
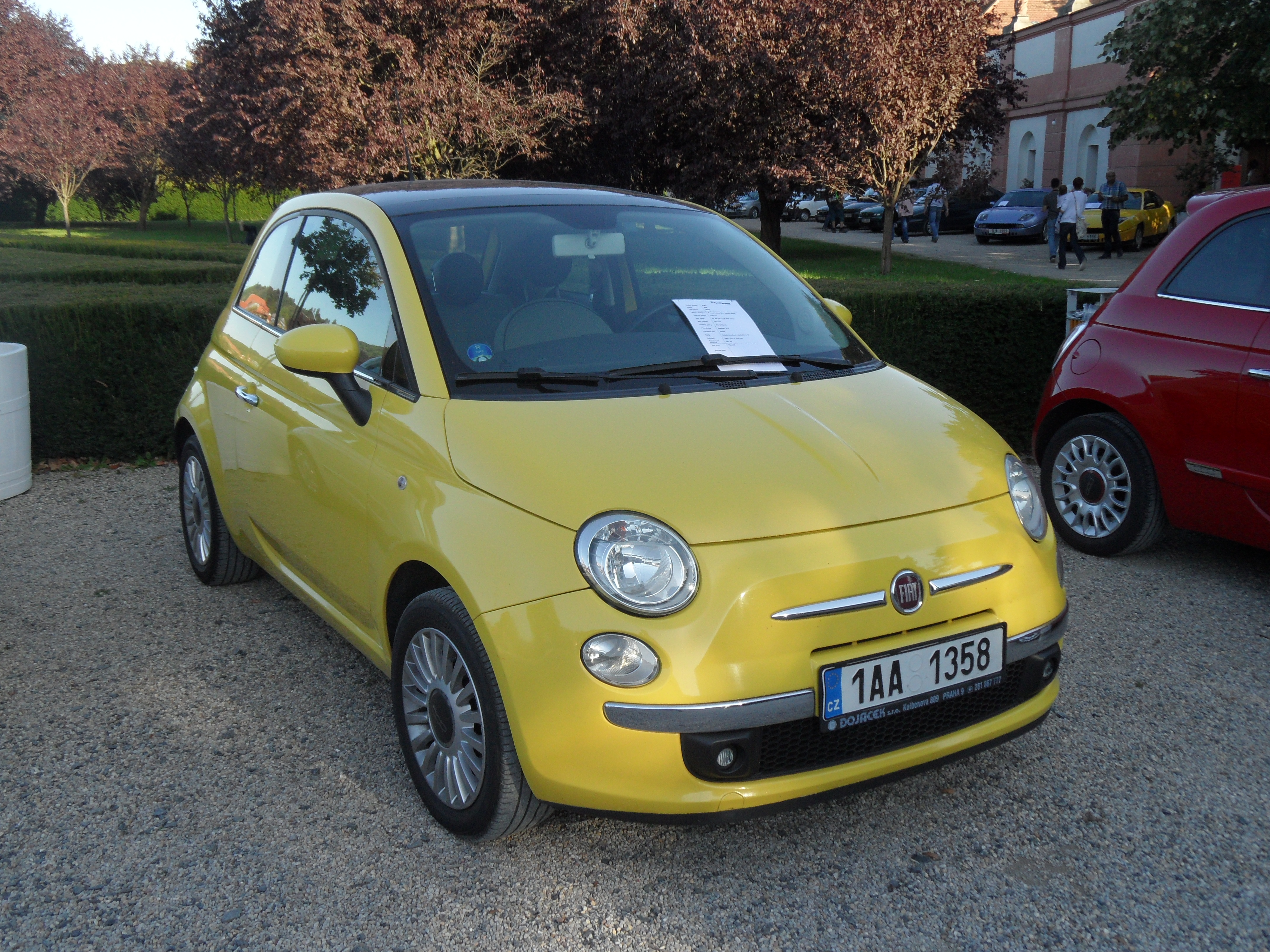
Fiat 500, rok 2007, Evropské auto roku 2008
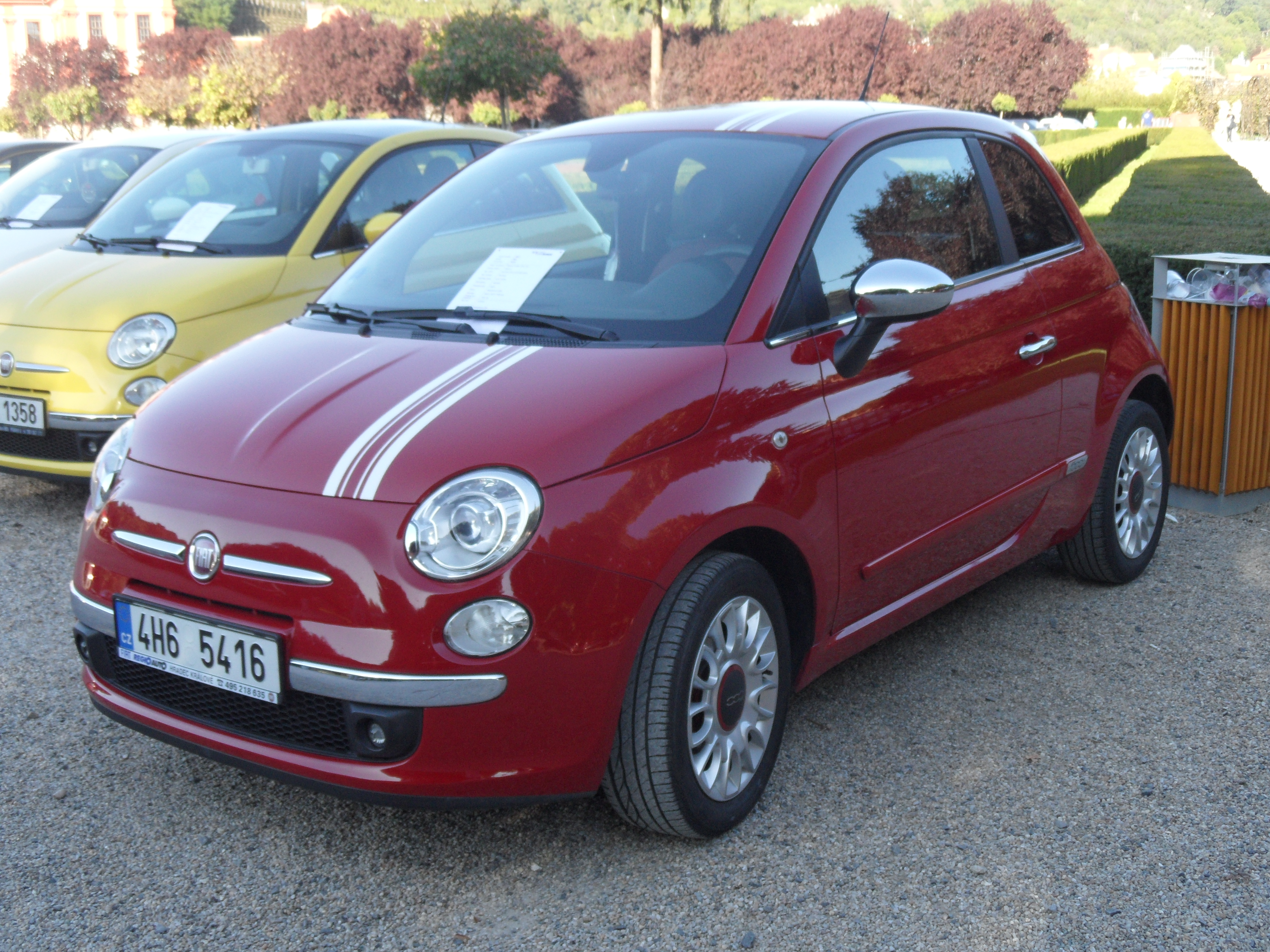
Fiat 500, rok 2010
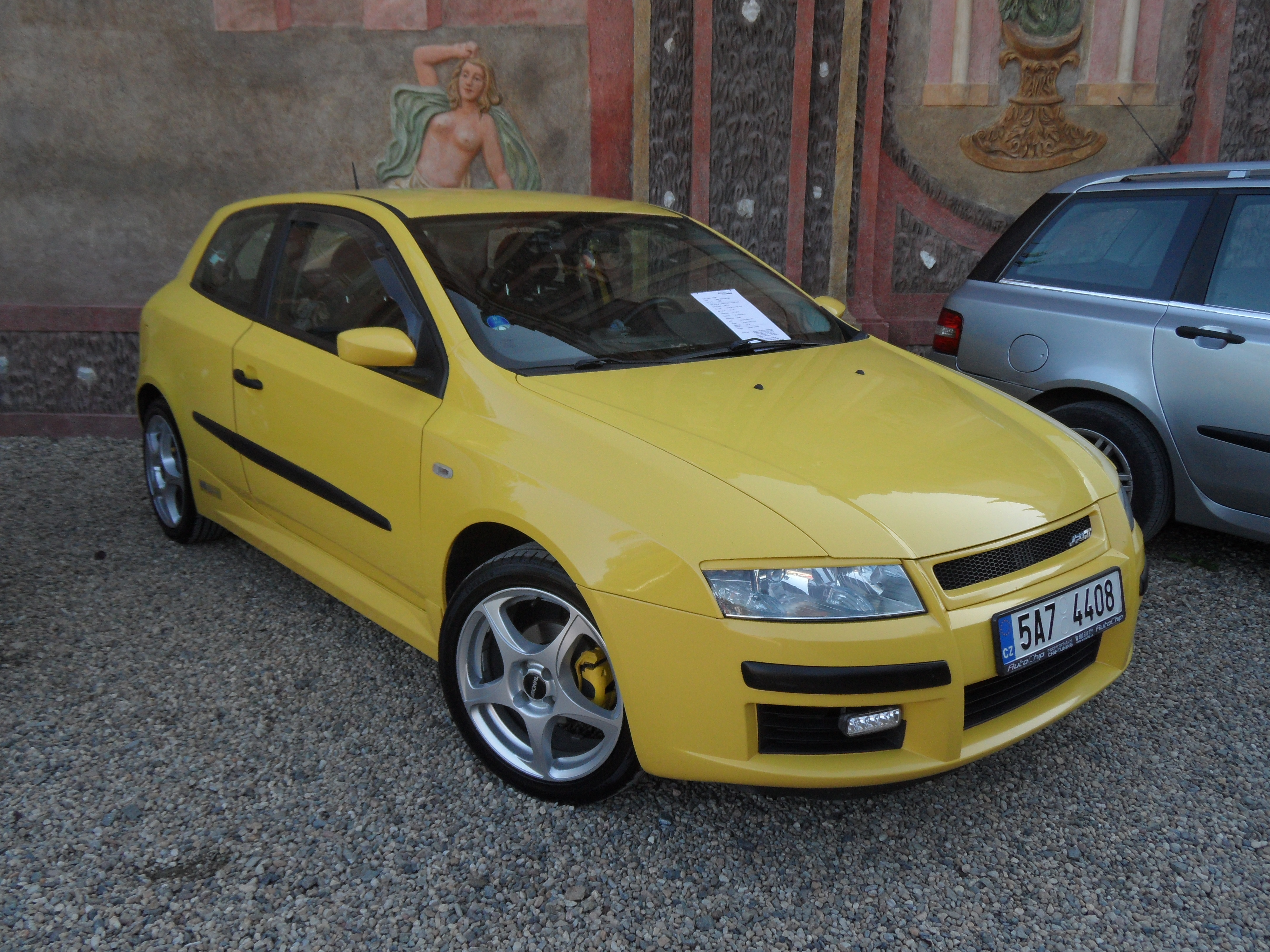
Fiat Stillo, 2005

### Současná produkce
Současnou produkci (modely roku 2019) zde prezentovala společnost Autocentrum Dojáček, která se podílela i na pořádání celé akce. Nemohlo samozřejmě chybět aktuální provedení stylovky Fiat 500, dále subkompaktní crossover SUV Fiat 500X a Fiat Tipo 2. generace. Z užitkových vozů byl vystavován Fiat Ducato 3. generace ve standardním provedení dodávky.

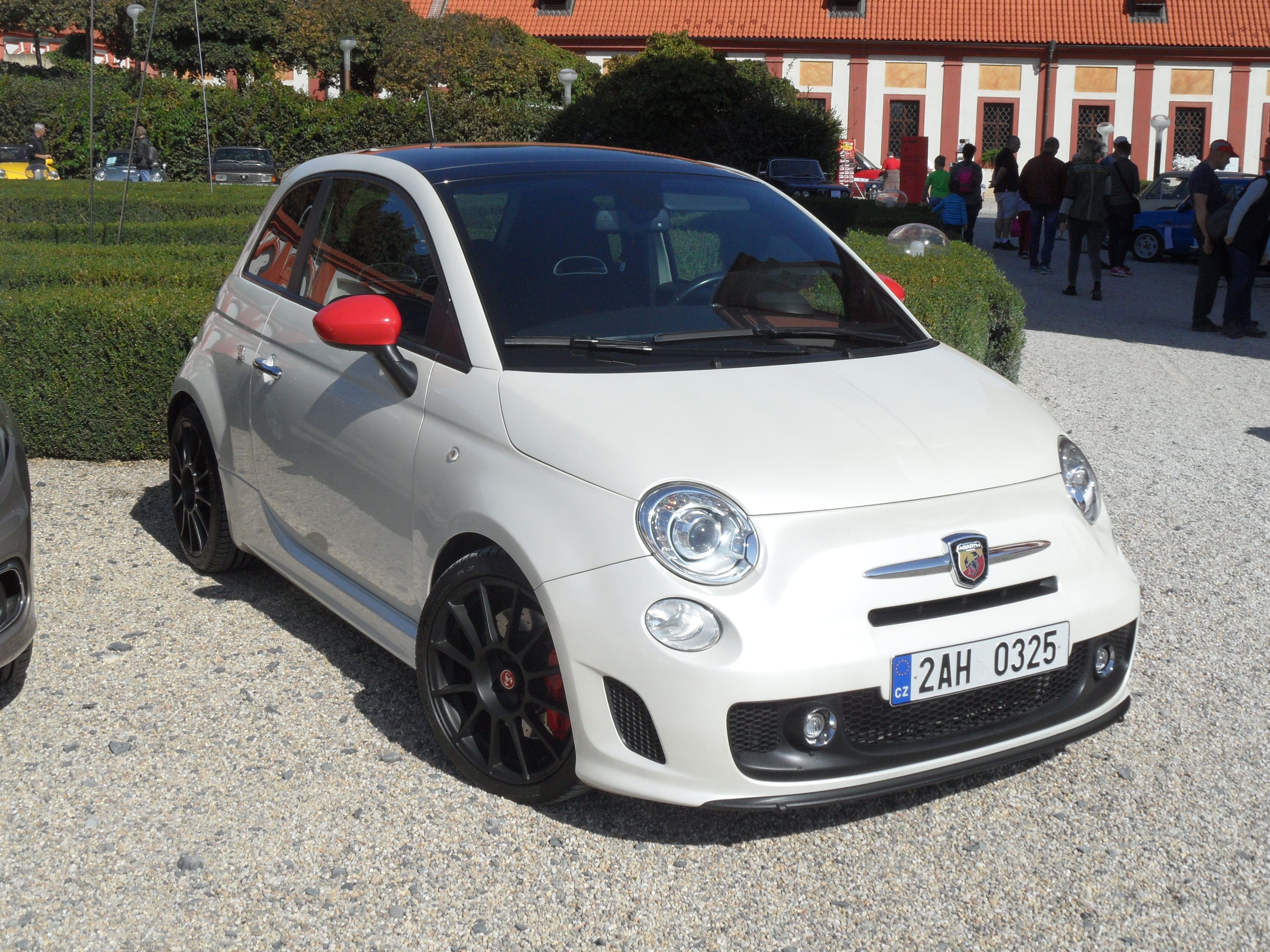
Fiat 500, model 2019
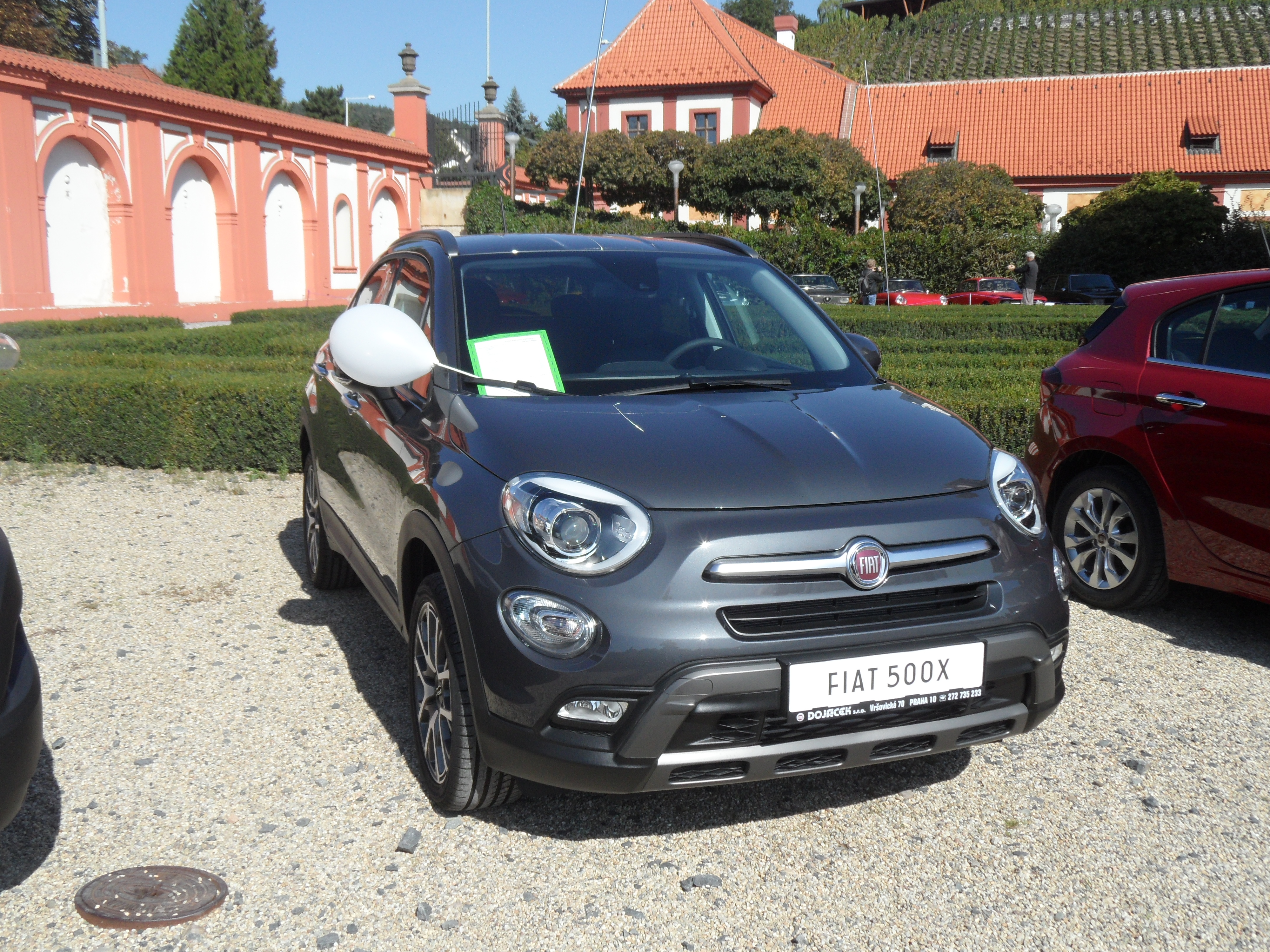
Fiat 500X, model 2019
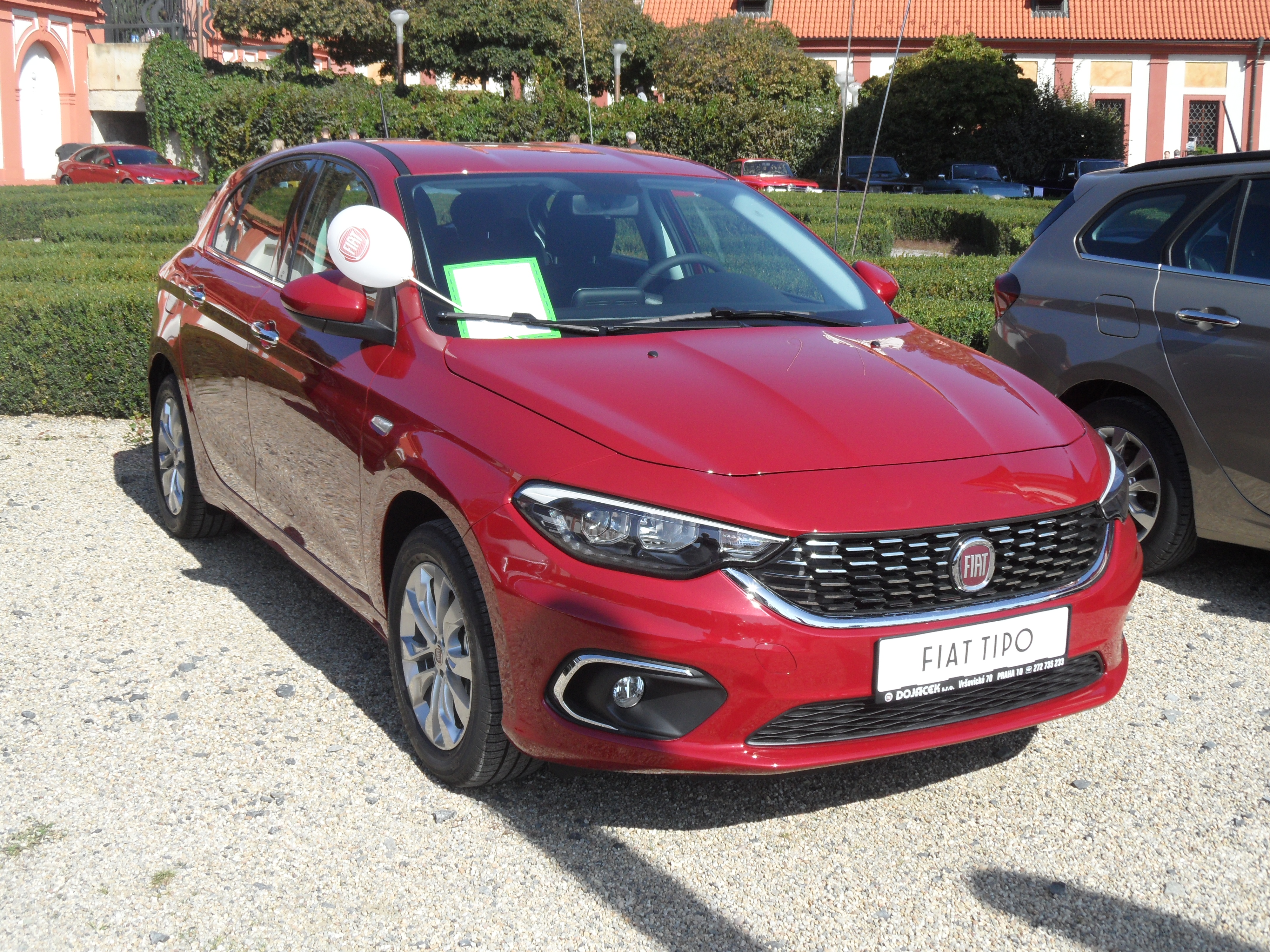
Fiat Tipo 2. generace, model 2019
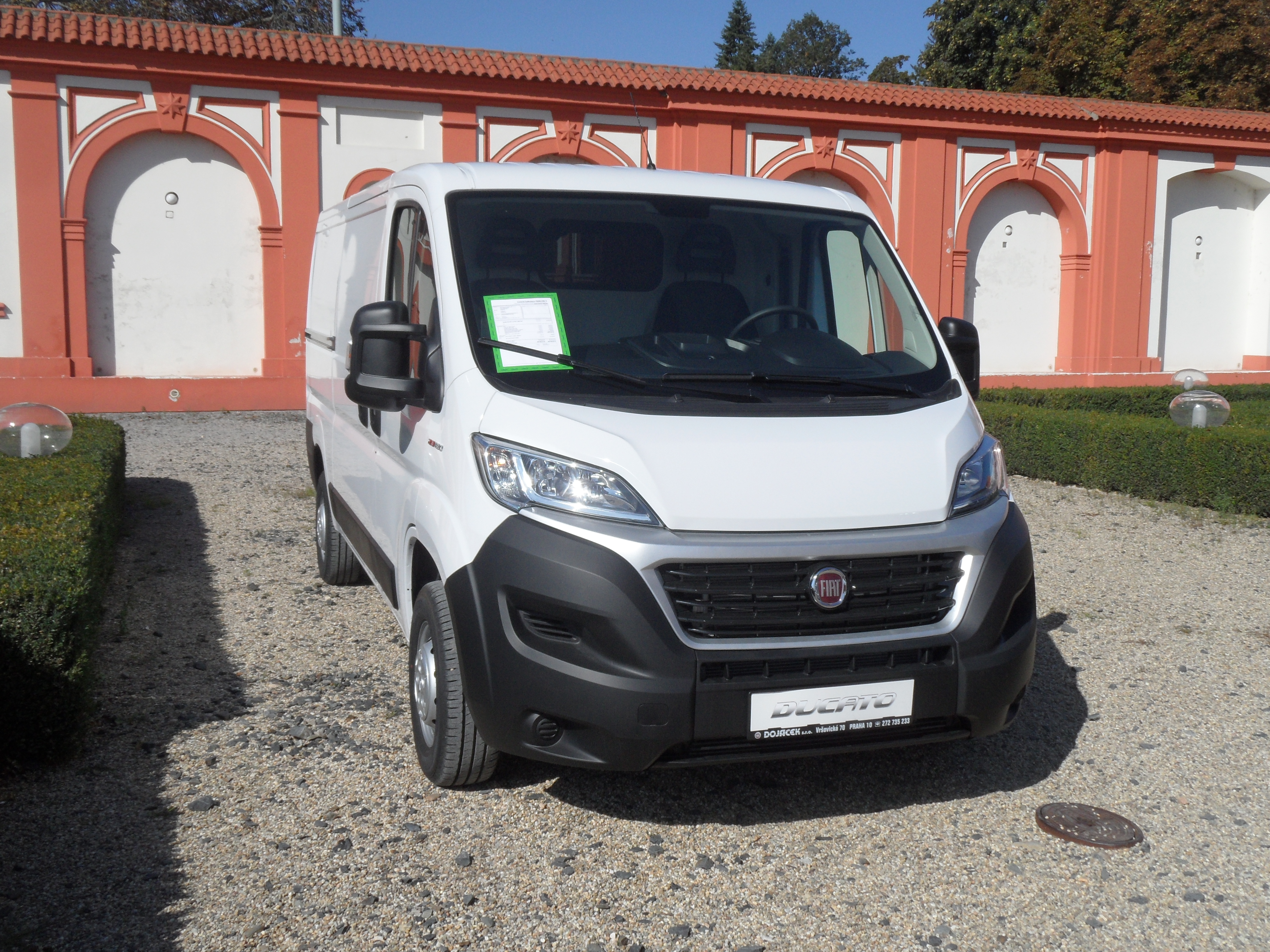
Dodávka Fiat Ducato 3. generace, model 2019